# Barreiras
Barreiras é um município brasileiro localizado no estado da Bahia. É o principal centro urbano do oeste da Bahia. Possui uma população significativa e uma economia diversificada, destacando-se a agropecuária, o comércio e os serviços. A cidade é conhecida pelos rios, cachoeiras e sua extensa área rural, além da produção agrícola que inclui cultivo de grãos, frutas e pecuária.
A população do município, conforme estimativa de 2024 do Instituto Brasileiro de Geografia e Estatística (IBGE), era de 170 667 habitantes.
Barreiras é um dos vinte e quatro municípios que compõe a Região Intermediária de Barreiras e um dos dezessete que compõe a Região Imediata de Barreiras.
Barreiras é a capital regional de toda a área que compõe o território do oeste baiano, região que totaliza uma população de um milhão de habitantes, e exerce sua influência sobre municípios de outros estados, mais precisamente a região do MATOPIBA, sendo um importante polo agropecuário e o principal centro urbano, político, educacional, médico, tecnológico, econômico, turístico e cultural de toda a sua região. Barreiras, junto às suas cidades circunvizinhas, compõe a maior fronteira agrícola do Nordeste.
Possui o terceiro maior IDH do estado da Bahia, com valor de 0,721, atrás apenas de Salvador e Lauro de Freitas, além de ter o segundo maior do interior da Região Nordeste, depois de Imperatriz, no Maranhão.

## Etimologia
O porto da localidade era o último, no Rio Grande, pois, 5 km acima, havia grandes barreiras de pedra, o que impossibilitava a navegação. Por isso, era chamada de O Porto das Barreiras. Ao surgir como povoado, ao redor do seu porto, a atual cidade de Barreiras, recebeu o nome de São João, em homenagem ao seu padroeiro. No entanto, como o local já era chamado de Porto das Barreiras o povoado passou a ser chamado de Vila de São João das Barreiras, até que, por ocasião da sua emancipação política, o nome do Município foi abreviado para apenas Barreiras.

## História

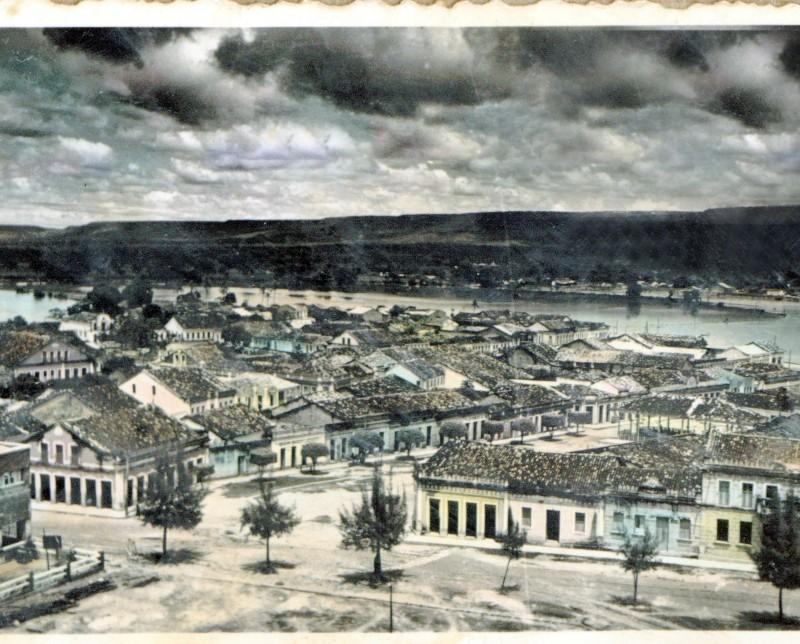
Antigo centro comercial de Barreiras

Na época da chegada dos colonizadores europeus ao Brasil, no século XVI, a porção central do país era ocupada por indígenas do tronco linguístico macro-jê, como os acroás, os xacriabás, os xavantes, os caiapós, os javaés, dentre outros.
A região onde está localizada a cidade de Barreiras pertenceu a Pernambuco até meados de 1824. D. Pedro I desligou o atual oeste da Bahia do território pernambucano como punição pelo movimento separatista conhecido como Confederação do Equador. A então Comarca do São Francisco foi o último território desmembrado de Pernambuco, impondo àquele estado uma grande redução da extensão territorial, de 250 mil km² para os 98.311 km² atuais. Após três anos sob administração mineira, a região foi anexada à Bahia em 1827, permanecendo assim desde então. Este caráter provisório é um dos maiores vetores para a criação do Estado do Rio São Francisco chegando haver propostas protocoladas no Congresso para desmembrar o território da antiga comarca em um novo estado, todavia sem sucesso.
Até 1890 o território pertencia ao primeiro município da região extremo oeste baiano, Campo Largo que em 1925 teve seu nome mudado para Barão de Cotegipe e mais tarde simplificado para Cotegipe, onde foi emancipado as terras que se denominaram Brejo de Angical em virtude das extensas matas de angico, que mais tarde simplificou para Angical. Em 1850, habitava uma casinha junto ao porto, em terreno da Fazenda Malhada, de propriedade do coronel José Joaquim de Almeida, o barqueiro Plácido Barbosa, tido como o pioneiro do município, que juntamente com seu patrão, Francisco José das Chagas, morador a meia légua dali, se ocupava de receber e descarregar as barcas chegadas, cujas mercadorias fazia seguir em tropas de animais para localidades vizinhas do estado de Goiás ou para fadas da Ribeira. Em 1880 era um povoado com 20 casebres de taipa ou adobe. A grande abundância, nas matas locais, da mangabeira, de cuja seiva se fazia a borracha, foi fator definitivo de crescimento e de uma nova atividade econômica, pela qual o acanhado povoado pôde progredir mais rapidamente e obter, logo no ano seguinte, 1881, a criação de sua freguesia. Mais 10 anos de franca prosperidade passou a ser distrito de paz do município de Angical, em virtude de Lei municipal de 20 de fevereiro de 1891. Em seguida ganhou a categoria de vila, a que foi elevado pela Lei estadual nº 237, de 6 de abril de 1891, que também criou o município respectivo, com território desmembrado do de Angical. A vila e o Conselho Municipal começaram a funcionar em 26 de maio de 1891, enquanto o "Fórum", em agosto do mesmo ano.
A sede municipal adquiriu foro de cidade pela Lei estadual nº 449, de 19 de maio de 1902, investindo-se nessa categoria em 15 de novembro desse mesmo ano, quando já possuía mais de 630 casas e 2.500 habitantes. No início do século XX o progresso chega a Barreiras e deixa marcas dessa época, nos imponentes casarões de arquitetura neoclássica. Verdadeiro monumento arquitetônico, que em parte sobrevive até hoje mesmo com o acelerado crescimento urbano da cidade. Em 1908, um jornal semanal "Correio de Barreiras" era publicado e editado pela Tipografia Lima. No ano de 1918, Geraldo Rocha, inaugura o Cine Teatro Ideal, onde programas de auditórios e espetáculos musicais fizeram o maior sucesso, sob o comando do talentoso Mário Cardoso.
Na década de 1920, com o aumento do consumo de energia elétrica, o aproveitamento dos rios tornou-se importante. Agraciada com a segunda hidrelétrica da Bahia, Barreiras atraiu muitas indústrias, que foram fechadas quando a usina foi desativada. Em 15 de março de 1943 começou a operar uma agência do Banco do Brasil, o primeiro banco da cidade.
A chegada da energia elétrica impulsionou as usinas beneficiadoras de cereais e algodão, possibilitou a instalação de uma fábrica de tecidos e fios de algodão e de um curtume industrial instalados pelo Cel. Baylon Boaventura. Nesta mesma época, Dr. Geraldo Rocha, havia fundado a empresa Cia. Sertaneja e, através dela, muito realizou para o progresso de Barreiras. Na década de 1930, Dr. Geraldo Rocha, constrói um grande Frigorífico Industrial que produzia e exportava charque, paio, salame e salsicha.
Até 1850, no entanto, a futura capital regional não passava de um agrupamento de 20 casebres de taipa. A ocupação dos Cerrados Baianos era devagar e rarefeita, mantendo-se assim até os anos de 1940-1950. Essa situação deve-se aos seguintes fatos: primeiro, o limitado dinamismo da economia baiana, o comércio decadente em Salvador, além de na região sul ocorrer um surto do cacau; e segundo, a ausência de atividades dinâmicas na região.

Praça São João, Barreiras (Arquivo Nacional)

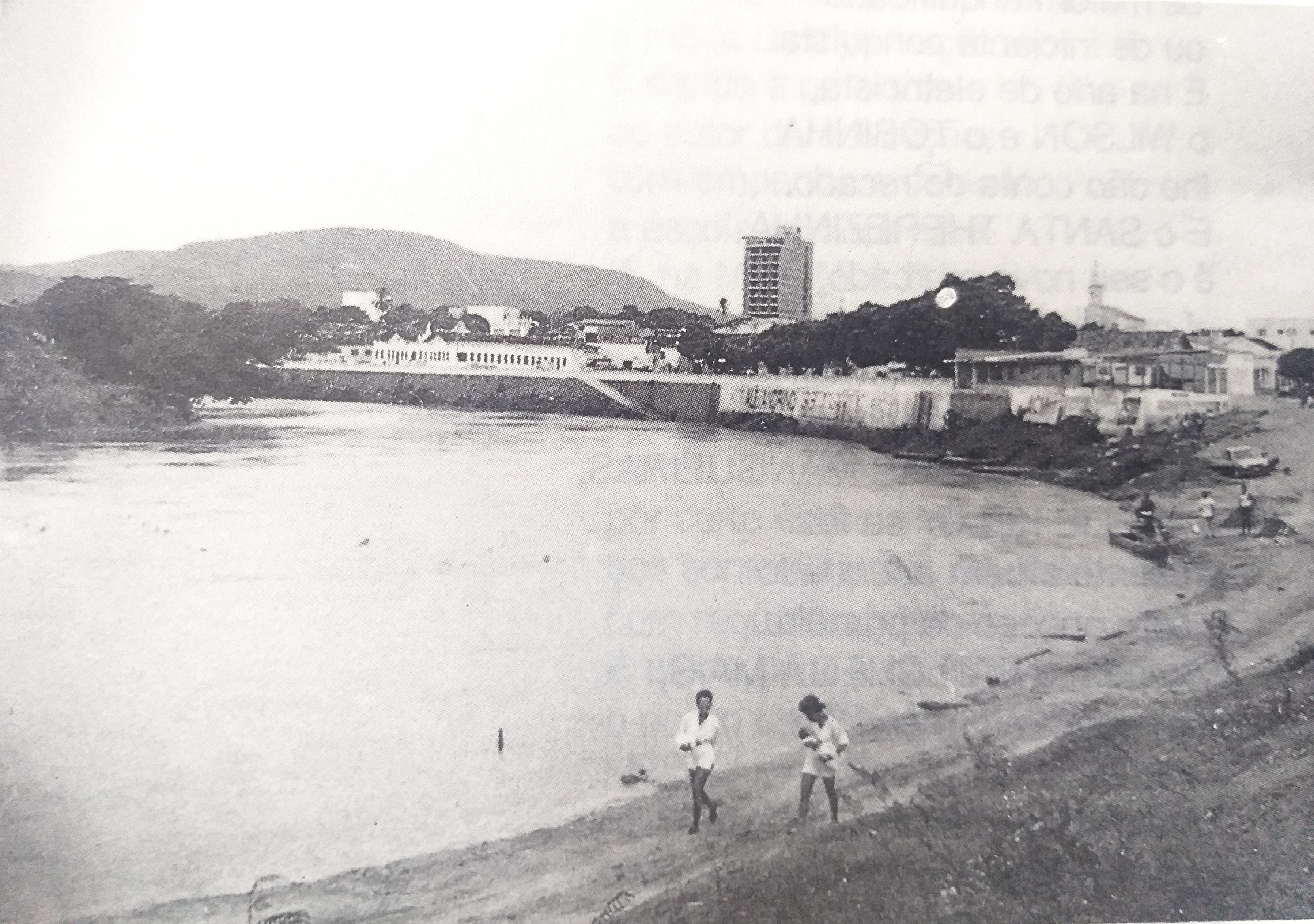
Cais de Barreiras no início dos anos 1990

Nesse contexto socioeconômico, foram montadas as bases de uma economia regional que conjuntamente ao transporte de mercadorias, via porto, dinamizava a produção agrícola, bem como estreitava as relações comerciais e pessoais. De certa forma, a cidade de Barreiras estabelecia a polarização econômica, após ter se desmembrado do município de Angical, fator que influenciou ainda a formação de uma classe política local.
A situação geográfica às margens do Rio Grande permitiu ao município de Barreiras alcançar um desenvolvimento maior do que outros municípios vizinhos. Era pelo porto de Barreiras que escoavam além da borracha da mangabeira, gêneros alimentícios e até ouro dos garimpos de Goiás.
A região estava marcada pelas relações estabelecidas com outros estados do Brasil Central e menos com a capital Salvador. O comércio era realizado, após os barcos subirem o rio São Francisco, com povoados de Goiás, os do atual Tocantins, e ainda com a Amazônia. O isolamento dessa região em relação ao litoral é marcante até o final da década de 1950.
Na década de 1970, marco das transformações produtivas no campo, o baixo valor das terras, a destinação governamental de créditos agrícolas e o movimento migratório sulista introduziram formas modernas de produção agrícola. A participação do Governo Federal permitiu tirar o isolamento que o município vivia em relação aos outros centros urbanos, seja do ponto de vista das rodovias ou dos investimentos em pesquisa científica. Mesmo assim, a pecuária extensiva e a agricultura familiar desenvolvida nos vales ainda representavam as principais fontes econômicas de subsistência e de trocas comerciais com outros municípios do Oeste Baiano.
A economia, até então, estava pautada no poder dos latifundiários, com os coronéis detentores de vastas terras. Quanto ao Cerrado, “inexplorado” pela pecuária, ainda possuía extensas áreas preservadas. Com a chegada do 4º BEC (Batalhão de Engenharia e Construção) em 1969, oriundo de Crateús - CE, deu-se início a construção parcial da BR 242 para Salvador, que promoveu a interligação do município com outras cidades na Bahia e com o restante do Brasil pelas rodovias federais.
No início da década de 1980, o município passou a receber grande número de produtores rurais migrantes da Região Sul, atraídos pelo seu potencial agrícola.

## Geografia

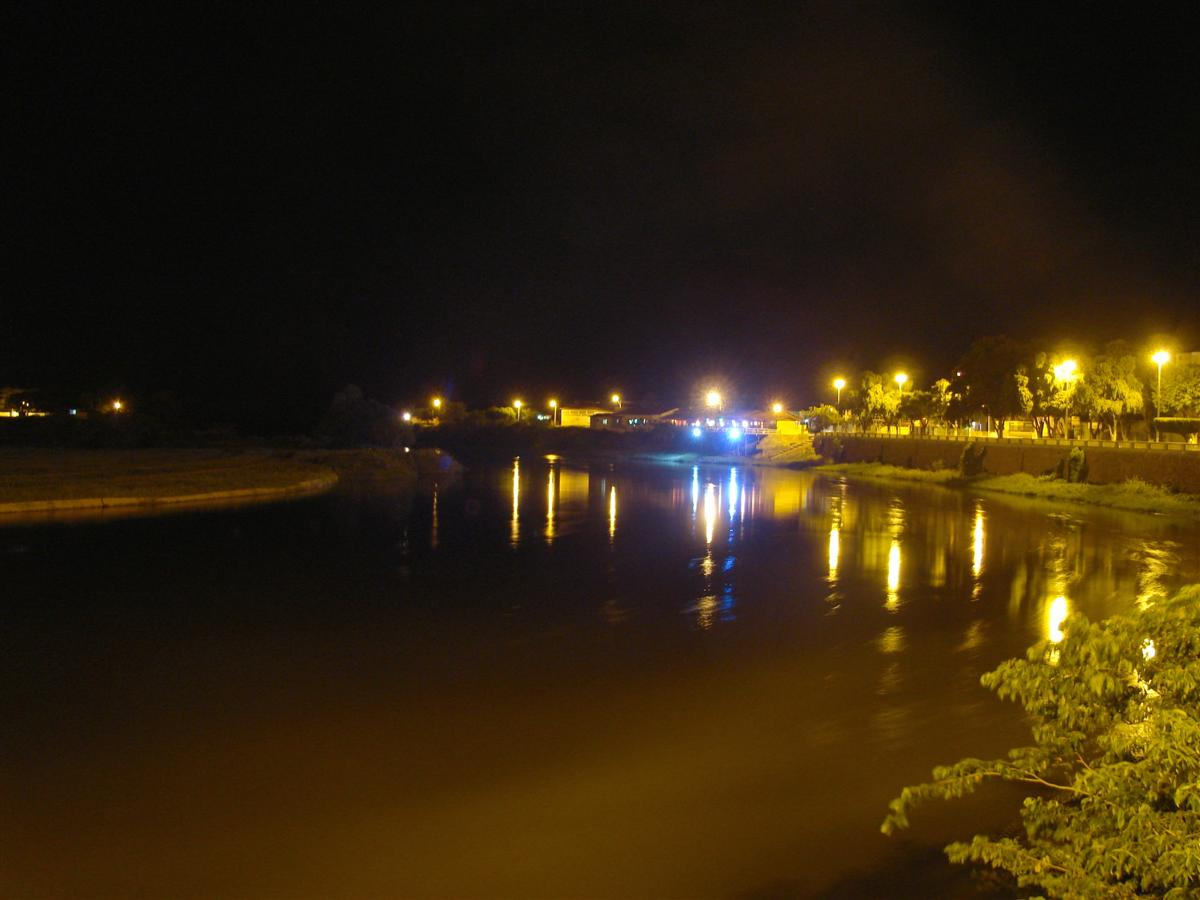
Cais de Barreiras

De acordo com a divisão regional vigente desde 2017, instituída pelo IBGE, o município pertence às Regiões Geográficas Intermediária e Imediata de Barreiras. Até então, com a vigência das divisões em microrregiões e mesorregiões, fazia parte da microrregião de Barreiras, que por sua vez estava incluída na mesorregião do Extremo Oeste Baiano.
Com uma área de 8 051,274 km² (1,4256% do território baiano), Barreiras faz limite com os municípios de Luís Eduardo Magalhães, São Desidério, Cristópolis, Angical, Riachão das Neves, Formosa do Rio Preto, Novo Jardim (TO) e Ponte Alta do Bom Jesus (TO). A cidade é cortada pelo Rio Grande, principal afluente da margem esquerda do Rio São Francisco e é atravessada por três rodovias federais sendo elas a BR-020, a BR-135 e a BR-242 tornando-a no principal entroncamento rodoviário da região. Está a 871 km da capital do estado, Salvador, e a 613 km da capital federal, Brasília, interligada diretamente pela BR 020.
Sua área urbana se estende do vale da Serra da Bandeira ao norte, (onde se localiza o Aeroporto de Barreiras) e vai até o vale da Serra do Mimo ao sul, cortada pelas rodovias e pelo Rio Grande que atravessa a mancha urbana de sudoeste a nordeste fazendo diversas curvas por dentro da cidade separando-a em duas grandes zonas. A primeira zona, mais populosa, se desenvolveu a partir do antigo cais, do centro comercial da cidade e da ampliação e criação de avenidas. A segunda zona se desenvolveu a partir do bairro Barreirinhas, do curso d'água que alimentava as turbinas da Hidrelétrica Rocha (chamado popularmente de "Canal do Rêgo"). Entretanto o que alavancou o desenvolvimento urbano do município foi a inauguração das três rodovias federais construídas pelo exército na década de 1970.

### Geologia e relevo

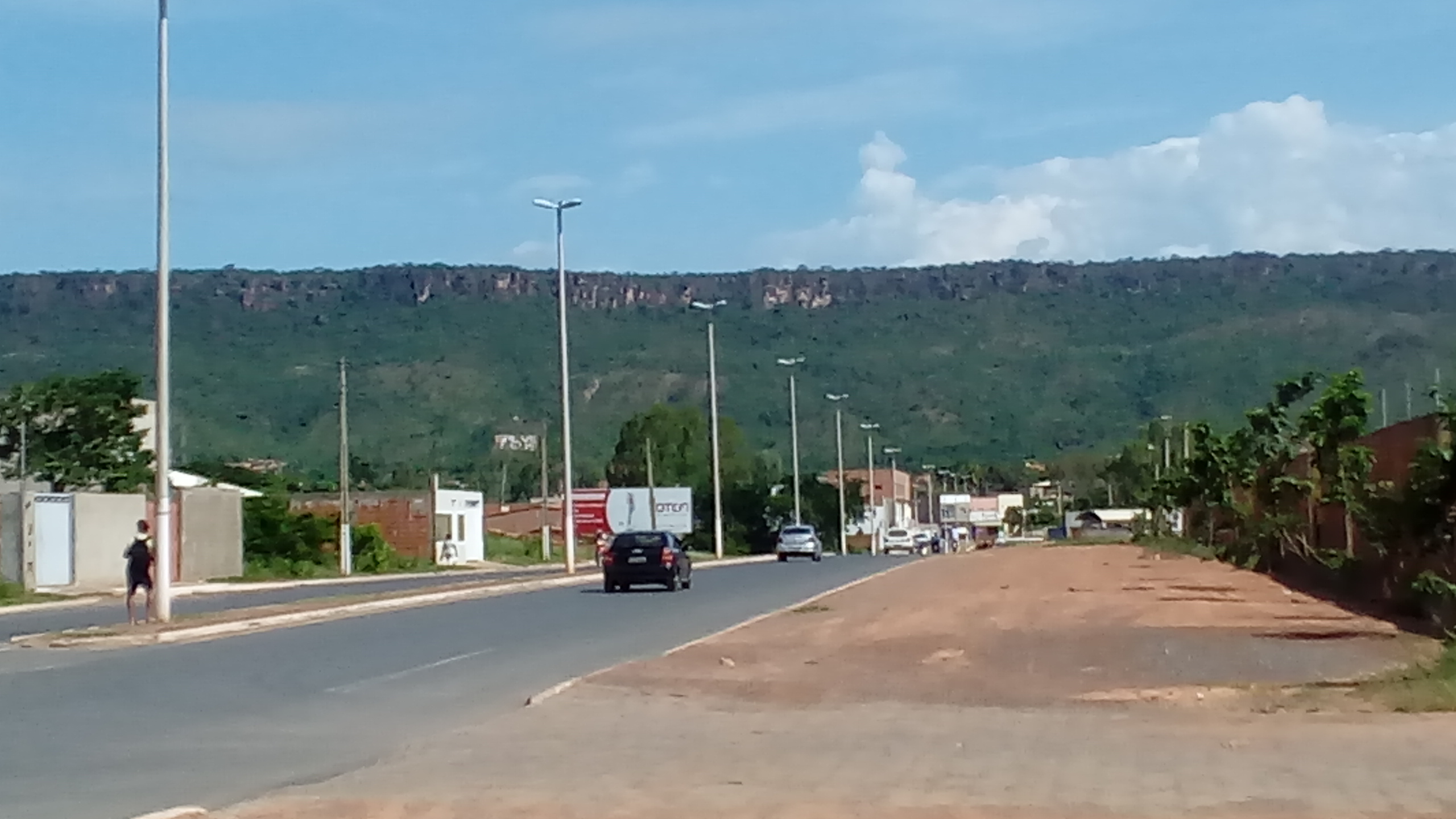
Rua das Turbinas, detalhe para a Serra da Bandeira ao fundo

Barreiras está localizada na porção noroeste do Cráton do São Francisco sobre as coberturas proterozoicas e nas proximidades das coberturas fanerozoicas. O mesmo constitui uma província estrutural localizada na porção sudeste no contexto da plataforma sul americana e representa uma entidade geotectônica estável, caracterizado pela sua ampla espessura crustal nas relação às outras porções continentais e com seu substrato inerte com relação aos eventos orogenéticos fanerozoicos. É constituído predominantemente por núcleos arqueanos com adição de terrenos paleoproterozoicos, coberturas sedimentares proterozoicas relacionadas ao preenchimento de bacias, além de unidades fanerozoicas, apresentando graus de deformação variáveis.
A altitude elevada de Barreiras é característica, apresentando duas variações de relevo. Na parte leste do município situam-se serras extensas com planaltos, estendendo-se em geral no sentido leste-oeste, com altitude média de 750 metros acima do nível do mar. Recortando suas encostas ficam os vales férteis com altitudes que não ultrapassam os 460 metros por onde correm as bacias hidrográficas.
As principais serras são:
- Serra da Bandeira
- Serra do Mimo
- Serra do Boqueirão
- Serra da Gameleira
- Serra da Ondina
- Serra de São Vicente

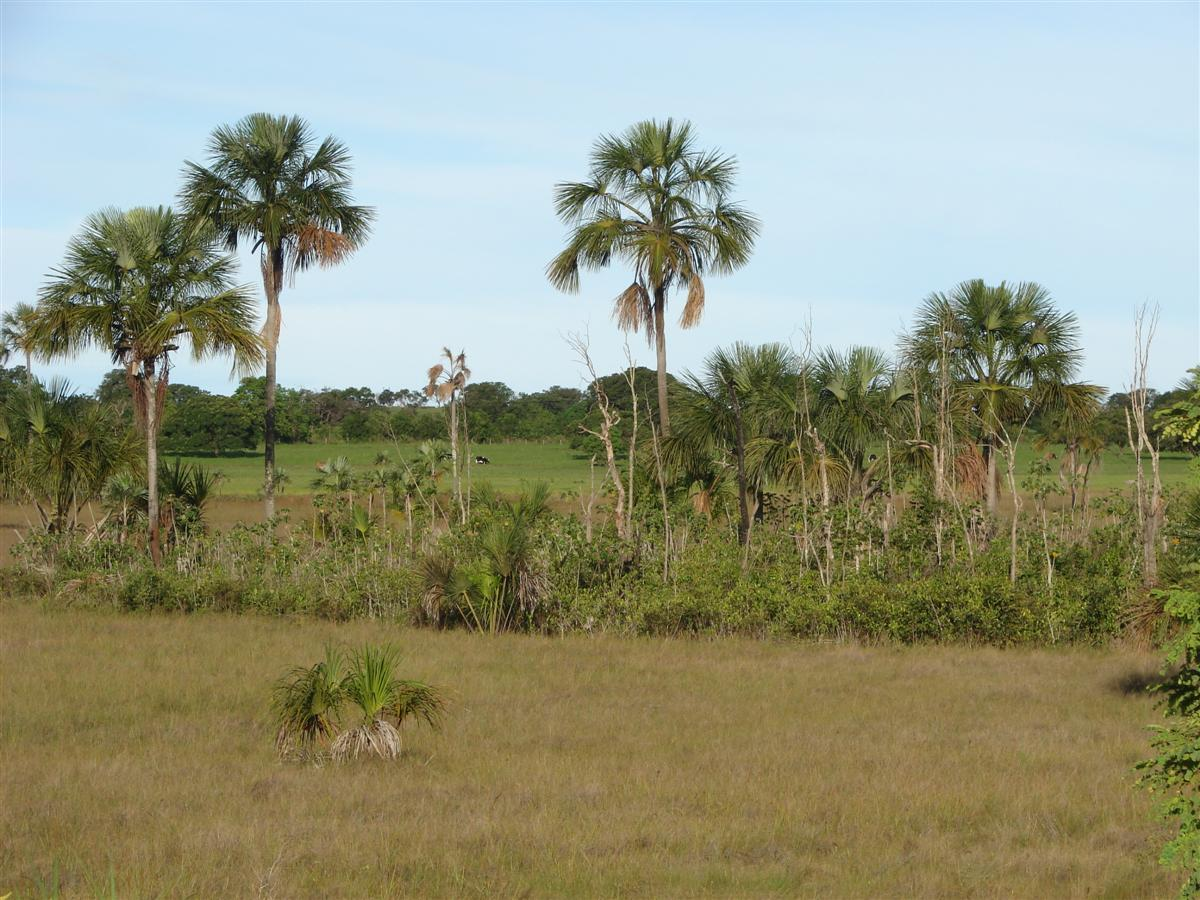
Aspecto do cerrado, vegetação típica do município de Barreiras com destaque ao Buritizeiro, arecácea comum em toda região oeste da Bahia

- e no extremo oeste na divisa com o Estado do Tocantins, a Serra Geral.[51]

Os solos apresentam textura média e arenosa, sendo o latossolo vermelho amarelo-célico o predominante. A vegetação predominante é o cerrado arbóreo aberto sem floresta de galeria. As florestas de galeria existentes são em menor escala.

### Hidrografia
| |  |  |
| Rio Grande visto de cima da ponte Ciro Pedrosa em agosto de 2017 durante a época mais seca do ano; imagem do mesmo ângulo capturada durante a cheia do rio, consequência das chuvas que atingiram todo o estado em dezembro de 2021 |  |  |

Barreiras fica na região mais rica em recursos hídricos do nordeste brasileiro. É cortada de sudoeste a nordeste pela Bacia do Rio Grande, a maior bacia da margem esquerda do Rio São Francisco.
Os rios que banham o município nascem próximos às vertentes da Serra Geral no cerrado e correm de oeste para leste, sendo todos afluentes e sub-afluentes do Rio Grande. À margem direita do Rio Grande apenas deságua o Rio Ribeirão do Arapuá. Na margem esquerda ficam as principais bacias hidrográficas que formam o Rio Grande:
Bacia do Rio Branco
Formada pelo Rio de Janeiro e pelo Rio dos Cachorros com seus afluentes. No Rio de Janeiro ficam as cachoeiras do Acaba Vida e do Redondo que são importantes pontos turísticos de Barreiras. O Rio Branco margeia o povoado de Cantinho do Senhor dos Aflitos deságua no Rio Grande a alguns quilômetros abaixo do perímetro urbano da cidade.
Bacia do Rio de Ondas
Formada pelo Rio Borá e pelo Rio de Pedras com seus afluentes. O Rio de Ondas encontra o Rio Grande um pouco acima da cidade de Barreiras e é o mais procurado para o lazer da população, sendo muito praticado a descida de bóia, de bote e de caiaque.

### Clima
Barreiras possui um clima tropical semiúmido Aw, típico do Cerrado, com uma estação chuvosa de outubro até abril e outra seca entre maio e setembro. As precipitações caem sob a forma de chuvas, embora já tenha sido registrados episódios de granizo na cidade. Os meses mais quentes são setembro e outubro, na transição da estação seca para a chuvosa, enquanto a época mais fria compreende o trimestre de junho a agosto, meses em que os eventos de chuvas são raros ou mesmo inexistentes e a umidade do ar cai muitas vezes para índices críticos, podendo em algumas ocasiões chegar próximo dos 10%, valor característico de áreas desérticas. Nessa mesma época, os dias costumam ser de grande amplitude térmica, desde mínimas em torno de 14 °C durante a madrugada ou até máximas acima dos 30 °C durante a tarde.
| Maiores acumulados de precipitação em 24 horas registrados em Barreiras por meses (INMET) | Maiores acumulados de precipitação em 24 horas registrados em Barreiras por meses (INMET) | Maiores acumulados de precipitação em 24 horas registrados em Barreiras por meses (INMET) | Maiores acumulados de precipitação em 24 horas registrados em Barreiras por meses (INMET) | Maiores acumulados de precipitação em 24 horas registrados em Barreiras por meses (INMET) | Maiores acumulados de precipitação em 24 horas registrados em Barreiras por meses (INMET) |
| Mês                                                                                       | Acumulado                                                                                 | Data                                                                                      | Mês                                                                                       | Acumulado                                                                                 | Data                                                                                      |
| ----------------------------------------------------------------------------------------- | ----------------------------------------------------------------------------------------- | ----------------------------------------------------------------------------------------- | ----------------------------------------------------------------------------------------- | ----------------------------------------------------------------------------------------- | ----------------------------------------------------------------------------------------- |
| Janeiro                                                                                   | 153,2 mm                                                                                  | 26/01/2015                                                                                | Julho                                                                                     | 14,6 mm                                                                                   | 26/07/2002                                                                                |
| Fevereiro                                                                                 | 131,7 mm                                                                                  | 03/02/1966                                                                                | Agosto                                                                                    | 75,4 mm                                                                                   | 28/08/1984                                                                                |
| Março                                                                                     | 98,9 mm                                                                                   | 28/03/1975                                                                                | Setembro                                                                                  | 55,5 mm                                                                                   | 27/09/1977                                                                                |
| Abril                                                                                     | 91,2 mm                                                                                   | 29/04/1986                                                                                | Outubro                                                                                   | 119,7 mm                                                                                  | 26/10/1986                                                                                |
| Maio                                                                                      | 47,4 mm                                                                                   | 16/05/2006                                                                                | Novembro                                                                                  | 132,8 mm                                                                                  | 28/11/1977                                                                                |
| Junho                                                                                     | 37,5 mm                                                                                   | 03/06/2009                                                                                | Dezembro                                                                                  | 126,9 mm                                                                                  | 26/12/2021                                                                                |
| Período: 1961-presente                                                                    |                                                                                           |                                                                                           |                                                                                           |                                                                                           |                                                                                           |

Segundo dados do Instituto Nacional de Meteorologia (INMET), desde 1961 a menor temperatura registrada em Barreiras foi de 6,8 °C em 11 de agosto de 1994 e a maior atingiu 40,9 °C em outubro de 2015, nos dias 5 e 22. O maior acumulado de precipitação registrado em 24 horas foi de 153,2 milímetros (mm) em 26 de janeiro de 2015, batendo o antigo recorde de 132,8 mm em 28 de novembro de 1977.
Outros grandes acumulados iguais ou superiores a 100 mm foram: 131,7 mm em 3 de fevereiro de 1966, 126,9 mm em 26 de dezembro de 2021, 119,7 mm em 26 de outubro de 1986, 119,6 mm em 3 de fevereiro de 1978, 116,6 mm em 2 de fevereiro de 1968, 108,1 mm em 5 de fevereiro de 1975 e 102,3 mm em 5 de dezembro de 1970. O maior acumulado de precipitação em um mês foi registrado em dezembro de 1989, com 684,4 mm, seguido por janeiro de 2016 (593,1 mm), dezembro de 2021 (548,3 mm) e janeiro de 1979 (520,3 mm).
| Dados climatológicos para Barreiras (OMM: 83236)                                                                                   | Dados climatológicos para Barreiras (OMM: 83236) | Dados climatológicos para Barreiras (OMM: 83236) | Dados climatológicos para Barreiras (OMM: 83236) | Dados climatológicos para Barreiras (OMM: 83236) | Dados climatológicos para Barreiras (OMM: 83236) | Dados climatológicos para Barreiras (OMM: 83236) | Dados climatológicos para Barreiras (OMM: 83236) | Dados climatológicos para Barreiras (OMM: 83236) | Dados climatológicos para Barreiras (OMM: 83236) | Dados climatológicos para Barreiras (OMM: 83236) | Dados climatológicos para Barreiras (OMM: 83236) | Dados climatológicos para Barreiras (OMM: 83236) | Dados climatológicos para Barreiras (OMM: 83236) |
| Mês | Jan                                              | Fev                                              | Mar                                              | Abr                                              | Mai                                              | Jun                                              | Jul                                              | Ago                                              | Set                                              | Out                                              | Nov                                              | Dez                                              | Ano                                              |
| --- | ------------------------------------------------ | ------------------------------------------------ | ------------------------------------------------ | ------------------------------------------------ | ------------------------------------------------ | ------------------------------------------------ | ------------------------------------------------ | ------------------------------------------------ | ------------------------------------------------ | ------------------------------------------------ | ------------------------------------------------ | ------------------------------------------------ | ------------------------------------------------ |
| Temperatura máxima recorde (°C) | 37,3                                             | 37,6                                             | 36,6                                             | 38,2                                             | 36,6                                             | 36,6                                             | 36,4                                             | 38,7                                             | 40,7                                             | 40,9                                             | 40,2                                             | 40,3                                             | 40,9                                             |
| Temperatura máxima média (°C) | 31,9                                             | 31,6                                             | 31,7                                             | 32,1                                             | 32,5                                             | 32,2                                             | 32,4                                             | 33,9                                             | 35,7                                             | 35,8                                             | 33                                               | 32,1                                             | 32,9                                             |
| Temperatura mínima média (°C) | 21                                               | 20,9                                             | 21                                               | 20,5                                             | 18,7                                             | 16,3                                             | 15,2                                             | 16,1                                             | 18,9                                             | 21,4                                             | 21,6                                             | 21                                               | 19,4                                             |
| Temperatura mínima recorde (°C) | 13,8                                             | 14,8                                             | 15,4                                             | 13,1                                             | 10,4                                             | 8                                                | 8                                                | 6,8                                              | 9,7                                              | 12,9                                             | 15,2                                             | 15,5                                             | 6,8                                              |
| Precipitação (mm) | 172,2                                            | 135,1                                            | 152,3                                            | 71,6                                             | 18,3                                             | 2,7                                              | 0,6                                              | 0,6                                              | 10,1                                             | 57,2                                             | 169                                              | 186,2                                            | 975,9                                            |
| Dias com precipitação (≥ 1 mm) | 11                                               | 10                                               | 11                                               | 7                                                | 2                                                | 0                                                | 0                                                | 0                                                | 2                                                | 5                                                | 11                                               | 11                                               | 70                                               |
| Umidade relativa compensada (%) | 76,5                                             | 77,8                                             | 79,9                                             | 76,9                                             | 71,1                                             | 63,8                                             | 56,7                                             | 47,8                                             | 44,7                                             | 51,3                                             | 67,9                                             | 74,1                                             | 65,7                                             |
| Insolação (h) | 207,6                                            | 183,1                                            | 199,5                                            | 221                                              | 256                                              | 255,2                                            | 281,7                                            | 279,7                                            | 252,8                                            | 235,4                                            | 186,5                                            | 196,5                                            | 2 755                                            |
| Fonte: INMET (normal climatológica de 1991-2020; umidade e horas de sol: normal 1981-2010; recordes de temperatura: 1961-presente) |                                                  |                                                  |                                                  |                                                  |                                                  |                                                  |                                                  |                                                  |                                                  |                                                  |                                                  |                                                  |                                                  |

## Demografia
Barreiras possui 159 734 habitantes, segundo o Censo 2022 do IBGE apresentando uma densidade populacional de 19,84 hab./km². De acordo os estudos realizados em 2018 pelo IBGE das "Regiões de Influência das Cidades" (REGIC), Barreiras é categorizada como uma Capital Regional C e exerce influência em mais de 40 municípios não só da Bahia, mas também do Piauí, Goiás e Tocantins. É o décimo município mais populoso da Bahia e o primeiro do oeste do estado. E está entre os 20 municípios mais populosos do interior do Nordeste. A sua população flutuante ultrapassa os 600 mil habitantes, justamente por sua localização privilegiada e sua infraestrutura de polo econômico regional. No censo demográfico de 2010 realizado pelo IBGE, a população do município era de 137 427 habitantes. Conforme o mesmo censo, 69 514 (50,58%) eram do sexo feminino e 67 913 (49,41%)  do sexo masculino. Ainda segundo o mesmo censo, 123 741 (90,04%) habitantes viviam na zona urbana e 13 686 (9,95%) na zona rural.
Barreiras tem um IDH-M de 0,721 sendo considerado alto pela ONU. O município possui um número total de 103 075 eleitores.

### Composição Étnica
| Cor/Raça | Percentagem |
| -------- | ----------- |
| Parda    | 61,48%      |
| Branca   | 26,85%      |
| Preta    | 9,74%       |
| Indígena | 0,26%       |
| Amarelo  | 1,67%       |

### Religião
|                                                            |  |                                                      |
| Igreja Santa Teresinha do Menino Jesus no centro histórico |  | Igreja Evangélica Assembleia de Deus próxima ao cais |

A maioria da população de Barreiras é adepta do catolicismo romano, seguido da religião evangélica que possui diversas vertentes (pentecostal, batista, etc.) Segue o gráfico com as principais denominações religiosas encontradas em Barreiras segundo o censo 2010 do IBGE:
Religiões em Barreiras (2022)

### Migração
Barreiras foi uma das cidades da região Nordeste que mais recebeu migrantes durante as décadas de 1970 e 1980. O grande saldo migratório de sulistas nesse período se deu por causa do desenvolvimento tecnológico da agroindústria na região. Milhares de sulistas foram em busca da exploração dos cerrados de solos férteis e dos vales com fácil acesso à grandes bacias hidrográficas, o que abriu espaço para o fortalecimento da agricultura irrigada.
O grande número de famílias cearenses se deu pela intensificação dos serviços do 4º BEC na construção e pavimentação das rodovias federais transbrasilianas. Na década de 1990 o gigantesco fluxo migratório foi de nordestinos oriundos do sertão do Piauí, Bahia, Pernambuco e outros estados. Graças ao desenvolvimento comercial, industrial, urbano, turístico e prestação de serviços que atendem à cidade e aos pequenos municípios vizinhos.
Esse fluxo migratório que fez de Barreiras uma capital regional que polariza os municípios limítrofes, não só da Bahia mas de outros estados que fazem divisa com o Oeste Baiano.
| Local de Origem | População | Porcentagem |
| Nordeste        | 125.435   | 91,27%      |
| Centro-Oeste    | 4.412     | 3,21%       |
| Sudeste         | 3.307     | 2,40%       |
| Sul             | 2.823     | 2,05%       |
| Norte           | 466       | 0,33%       |
| Estrangeiros    | 88        | 0,06%       |
| Fonte: IBGE     |           |             |

### Segurança e Criminalidade
O aumento da violência e da criminalidade em Barreiras é o reflexo desse acelerado crescimento em todo o país. Por estar localizada no encontro de três rodovias federais que a interliga a várias capitais, ocasionando uma movimentação intensa de pessoas, e próximo à divisa de cinco estados diferentes, Barreiras é uma das principais rotas para o narcotráfico, transporte e venda ilegal de entorpecentes para outras regiões do país. Além do crescente número de ocorrências de furtos e assaltos à mão armada, o tráfico de drogas e a disputa territorial das gangues nos bairros periféricos e comunidades do município, são a principal causa dos homicídios na capital do oeste. De acordo o Departamento de Polícia Militar de Barreiras, são mais de 40 facções, que têm seus integrantes armados, que nos acertos de conta agem com crueldade contra seus rivais.
No ano de 2015 o instituto IPEA fez um levantamento do ranking das 30 cidades mais violentas do Brasil e Barreiras ocupava o 14º lugar de todo o país entre outras nove cidades baianas. A colocação se deu pelo elevado número de execuções que no total foram 78 homicídios por 100 mil habitantes no ano da pesquisa em questão, número considerado bem acima da meta proposta pela ONU.
Há um esforço por parte da prefeitura e dos governos estadual e federal em frear essa onda de violência e diminuir essas estatísticas. Já percebe-se um aumento do policiamento ostensivo e de operações policiais que investigam e coíbem atos criminosos. A cidade já conta com departamentos de comunicação que recebem diariamente denúncias o que já auxilia consideravelmente o trabalho policial.

## Economia
No contexto de capital regional, Barreiras cada vez mais tem se fortalecido economicamente dado ao seu desenvolvimento em segmentos e setores diversificados dando-lhe um ritmo de desenvolvimento mais acentuado, sustentável e seguro, com fornecimento de serviços diversos (com destaque na educação e saúde), comércio pujante e agronegócio, forte incremento imobiliário e em construção civil, entre outros segmentos que complementam entre si.
Além dessas potencialidades, pode-se perceber também intensa atividade comercial abastecendo toda região num raio de 300 km. Hoje, por força de seu grande desempenho nos setores do comércio e da prestação de serviços, Barreiras ocupa posição de destaque entre os maiores centros econômicos e populacionais do estado, e é uma das principais cidades da região nacionalmente conhecida como MATOPIBA.
De acordo com o CAGED (Cadastro Geral de Empregados e Desempregados) e o MTE (Ministério do Trabalho e Emprego), Barreiras foi a segunda cidade que mais gerou emprego na Bahia nos dois primeiros meses de 2019 ficando atrás apenas da capital Salvador. No mesmo ano, Barreiras teve a décima nona maior Produção Agrícola Municipal (PAM) do país de acordo o IBGE, estando assim em terceiro lugar no estado, atrás  apenas de São Desidério e Formosa do Rio Preto. Em 2021 a consultoria Urban System publicou as melhores cidades para se investir no setor imobiliário e Barreiras ocupou a décima oitava posição entre as cidades com mais de 100 mil habitantes, ficando a frente de Salvador e Feira de Santana.

### Agropecuária

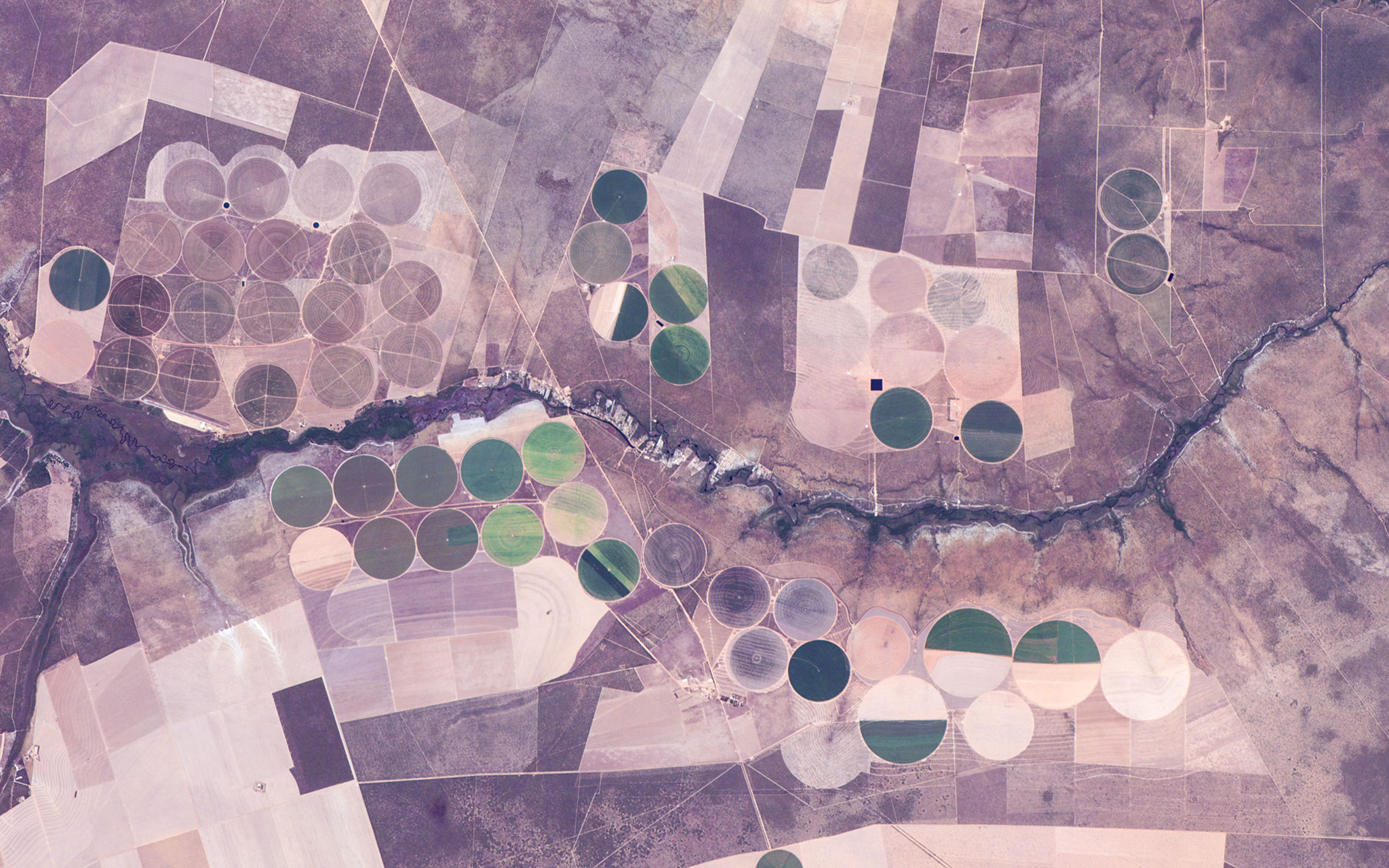
Imagem capturada por satélite de várias plantações de soja utilizando pivô central, na bacia do Rio de Ondas, zona rural de Barreiras

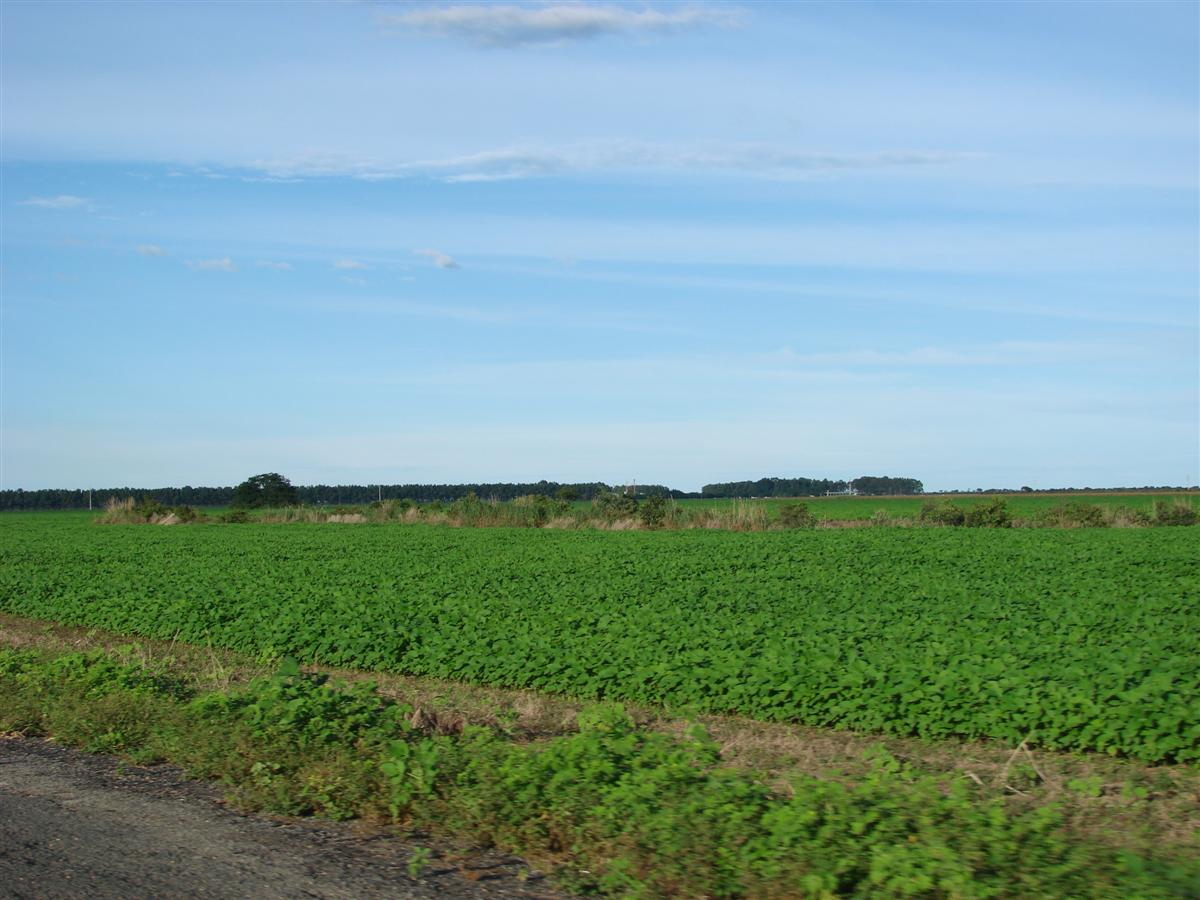
Plantação de soja

Barreiras se destaca no Agronegócio nacional como grande produtora de algodão plantando 34 491 ha, com 40 291 ha e soja com 128 110 ha, em um total de 202 892 mil ha conforme dados da AIBA 2012. No que se refere á área irrigada possui 301 pivôs implantados em 33 500 ha. É importante ressaltar, possui grande potencial de expansão da área agricultável, pois do total de 7 861,762 km², se utiliza apenas 34 % dessa área ainda tendo muito que crescer de forma sustentável e ambientalmente correta na Agricultura e Pecuária.
Apenas como dado comparativo para identificar a sua forte contribuição no Agronegócio, a cidade de Luis Eduardo Magalhães (Ex distrito de Barreiras, Mimoso do Oeste) que se destaca como grande produtora agrícola produz 12,446 ha de algodão, 26 944 ha de milho e 145 705 ha de soja e possui 130 pivôs implantados em 14 910 ha, ambas as cidades com média de produtividade por hectare quase idêntico. Desta feita igualmente com Luis Eduardo Magalhães, Formosa do Rio Preto, São Desidério, Correntina, Riachão das Neves e outros municípios do Oeste, Barreiras contribui fortemente para o fortalecimento do Agronegócio na Bahia e Brasil e o seu diferencial para as demais reside na sua localização geográfica privilegiada que a torna centro urbano convergente e de abastecimento regional até mesmo do Sul do Piauí.
Há uma previsão de grande incremento no agronegócio em Barreiras, dado ao interesse de grupos para investimentos na indústria têxtil e confecções, bem como esmagamento de soja e aumento considerável de extensão de suas áreas agricultáveis.
Na pecuária, o incremento e investimento em tecnologia é fato público e notório, não somente no cerrado (na localidade de Placas, por exemplo, que pertence a Barreiras) mas, também, notadamente na região do vale onde surgem novas propriedade rurais, inclusive com investimentos de grandes grupos que estão influenciando positivamente pequenos e médios pecuaristas a investirem em aprimoramentos tecnológicos sustentáveis o que tem refletido na qualidade e capacidade produtiva de arrobas de carne por hectare, sem falar nos investimentos em genética de ponta em reprodução bovina.
Outro diferencial que destaca Barreiras é que, além de um cerrado altamente produtivo, também possui um vale com grande potencial para a pequena agricultura, piscicultura e pecuária de corte e leite, bem servido de mananciais de água e clima apropriado.

### Comércio

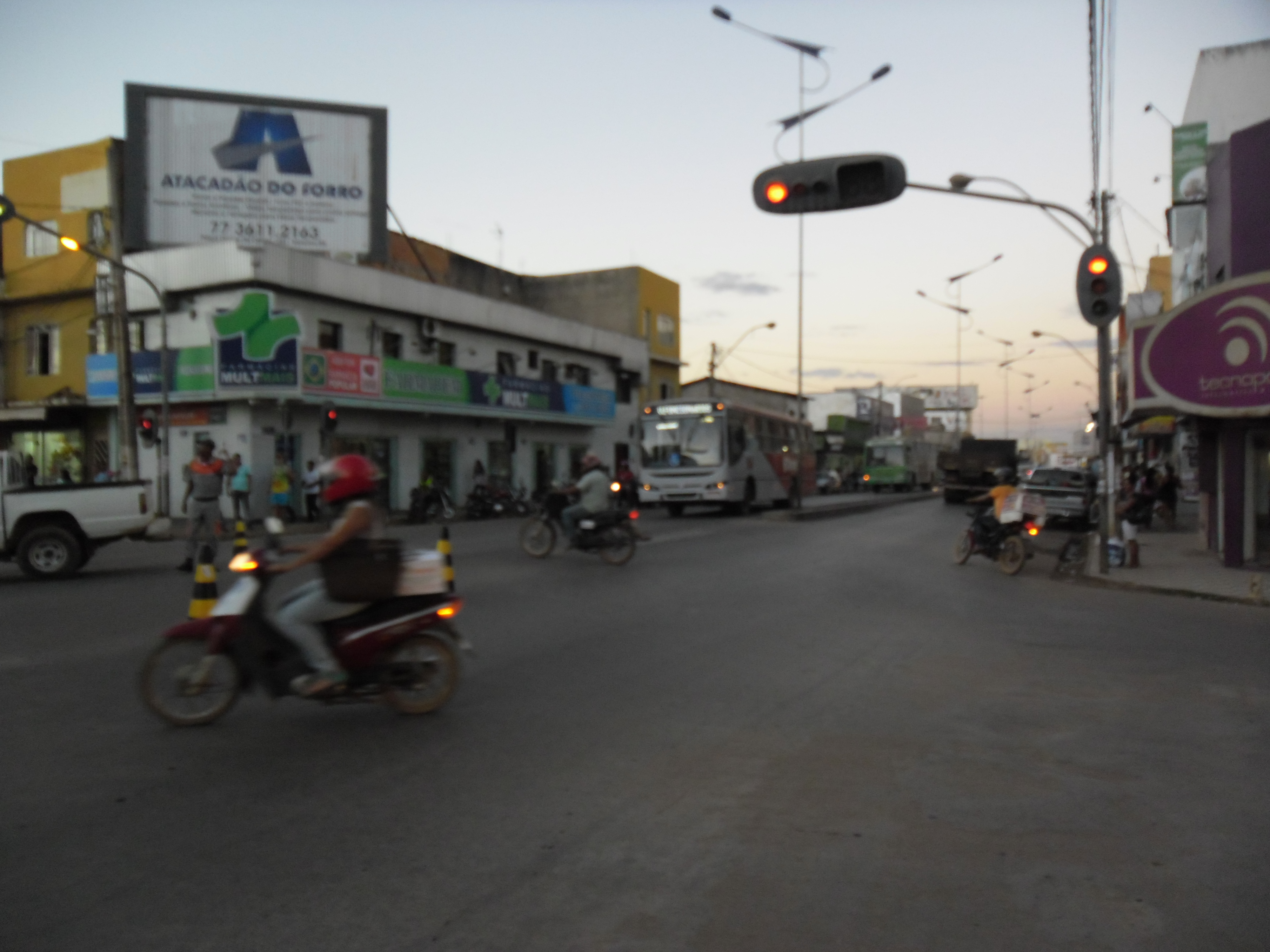
Avenida Benedita Silveira, centro de Barreiras

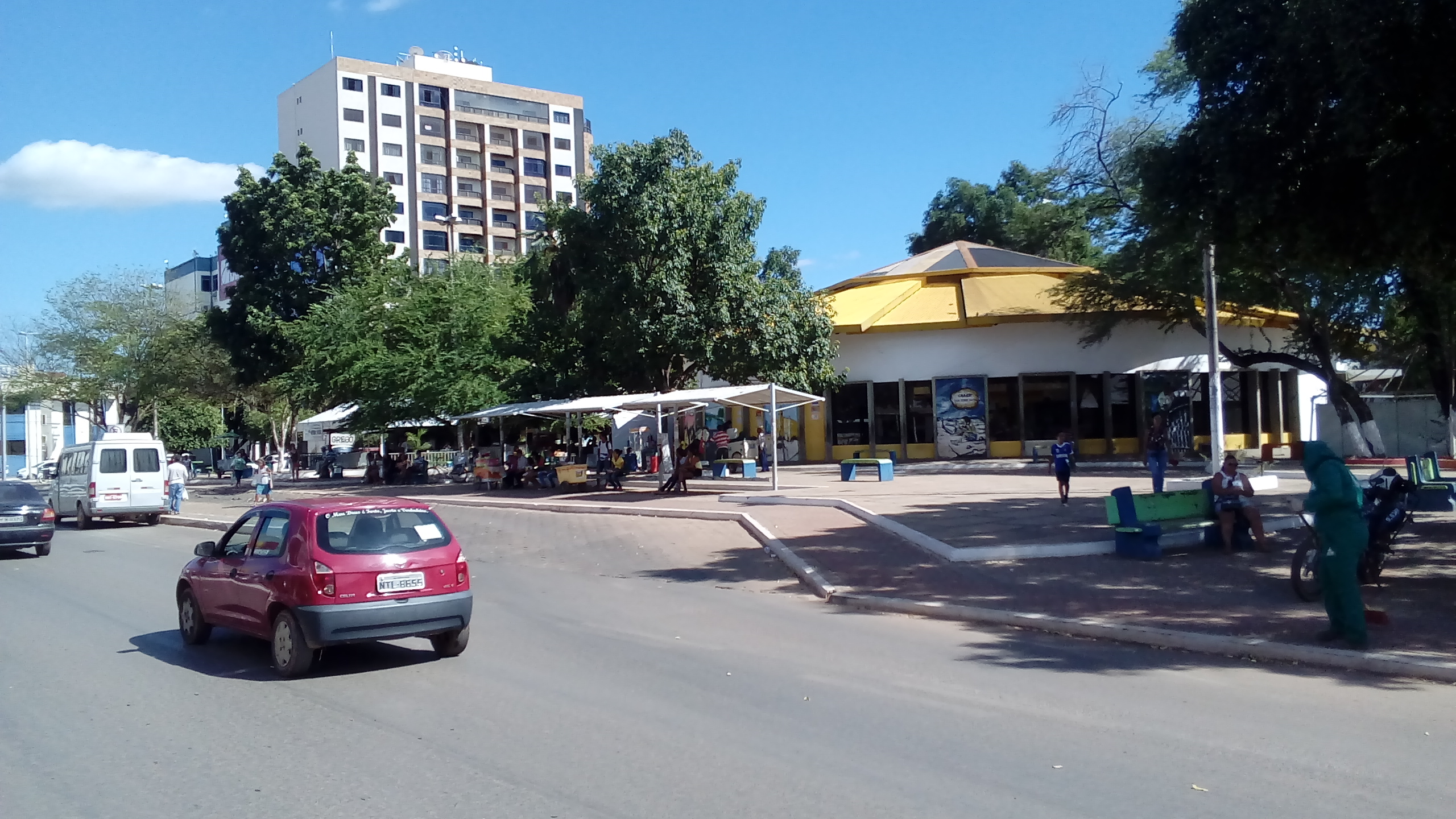
Praça Castro Alves no centro, apelidada pelos barreirenses como "Praça das Corujas" e é um dos pontos mais movimentados da cidade

Essa cidade baiana é um dos principais centros comerciais do estado da Bahia abastecendo outros municípios num raio de 300 km e tem um dos maiores índices de potencial de consumo do interior do nordeste ocupando o 13º lugar. Barreiras conta com um centro de abastecimento comercial na região central onde se vende produtos alimentícios de horta, artigos importados, roupas, entre outros. O município possui alguns estabelecimentos comerciais de atuação nacional e multinacional como as Lojas Havan, Atacadão, Assaí Atacadista, Le Biscuit, Lojas Americanas, Armazém Paraíba, Casas Bahia, Magazine Luiza; como também um número expressivo de franquias do ramo alimentício fast food, especificamente, com unidades do Bob’s, Subway, Spolleto, Domino's Pizza, Burger King, Giraffas, além dos foods trucks espalhados nas diversas áreas onde há maior movimentação de pessoas na cidade.
Há em Barreiras algumas empresas de distribuição como a AmBev distribuidora, a Coca-Cola, ArcelorMittal, a Gerdau e a Danone. Além também de concessionárias da Fiat, Volkswagen, Chevrolet, Honda, Nissan, Toyota, Mitsubishi, Hyundai, Jeep, Volvo, Ford, Renault.

### Mineração
Foi encontrado na área do município de Barreiras o tálio, que é um metal muito raro, e só existem três jazidas conhecidas deste mineral no mundo. A mais recente delas encontra-se em Barreiras. Tal jazida encontrada tem potencial de ser maior que as da China e do Cazaquistão, os únicos produtores atuais, pois tem volume capaz de atender toda demanda mundial por seis anos.

### Indústria e agroindústria

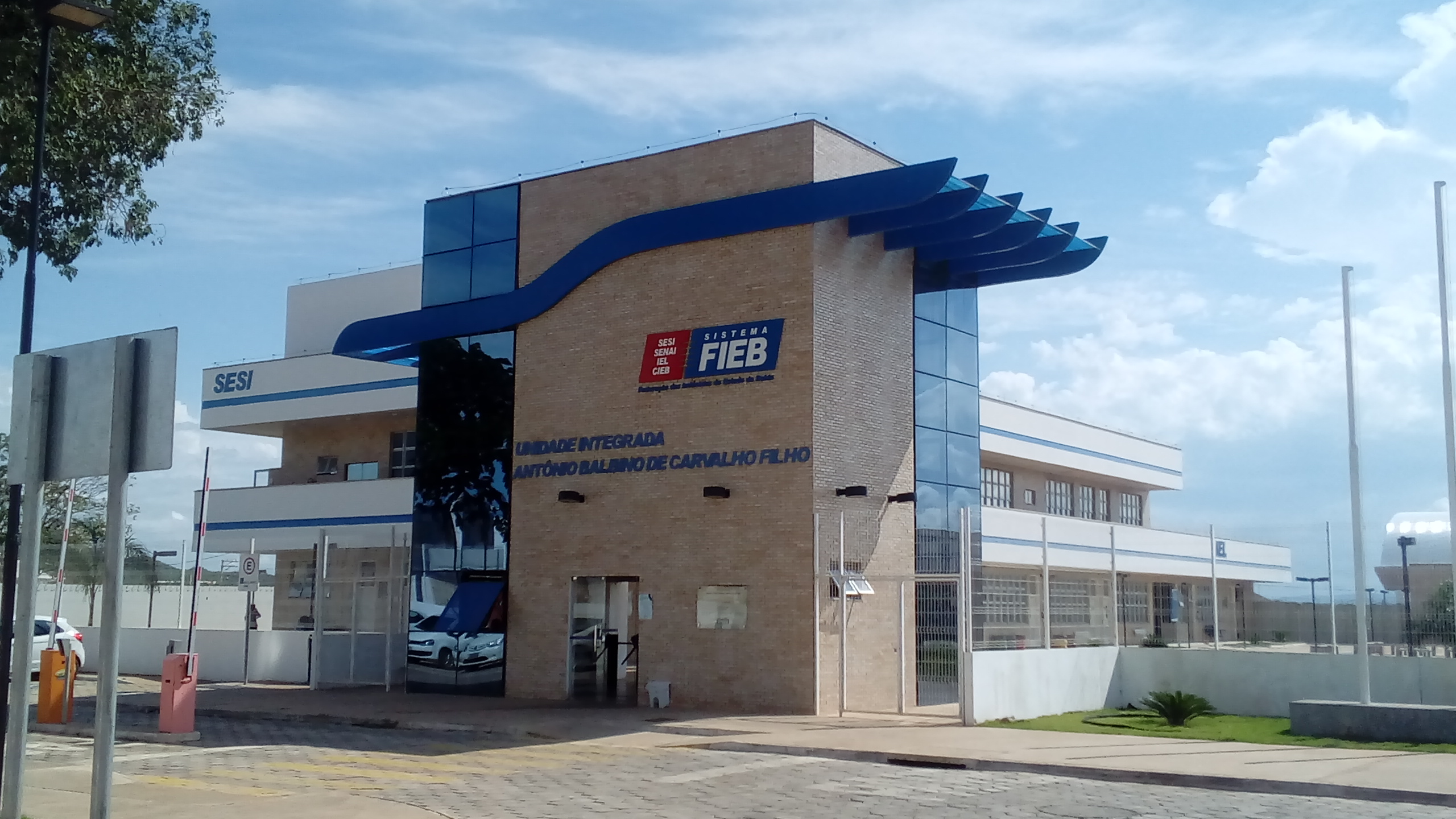
Complexo regional da FIEB, Unidade Antonio Balbino de Carvalho Filho

Barreiras ainda conta com um Distrito Industrial integrado ao sistema estadual com aproximadamente sete indústrias e agroindústrias (com empresas voltadas para o mármore, refrigerantes, velas, sacos plásticos, metalúrgicas, e outros) instaladas e disponibilidade de lotes para futuros empreendimentos.
E no setor agroindustrial encontra se presente no município uma multinacional, a beneficiando da soja aqui produzida – grãos, farelo e óleo, A Cargill com uma planta industrial em Barreiras. O frigorífico para abate de bovinos, caprinos e ovinos, no município, promove o processo de verticalização da cadeia da carne produzida na região, FriBarreiras. Encontra se também na cidade um frigorífico de abate de frangos do único frigorífico de aves da Região – Avícola Barreiras Ltda., adotando-se o sistema de integração e contando com a transferência de tecnologia da Embrapa Suínos e Aves. Algumas poucas beneficiadoras de arroz estão instaladas.
A cidade tem a Unidade Integrada Antônio Balbino de Carvalho Filho, que é sistema FIEB - Federação de Indústrias do Estado da Bahia composto dos serviços SESI, SENAI e Instituto Euvaldo Lodi, para educação, qualificação profissional, capacitação empresarial, apoio à inovação, saúde segurança do trabalhador. A Federação das Indústrias já voltou os olhos para Barreiras reconhecendo sua importância regional.

## Infraestrutura

### Educação

#### Ensino Fundamental e Médio
Os alunos matriculados no município de Barreiras estão assim distribuídos:
- Pré-escola e alfabetização: 3 793 alunos.
- Fundamental: 21 773
- Médio: 7 495 alunos.

O município conta com os seguintes estabelecimentos de ensino: (INEP - 2015)
- Estabelecimentos de ensino pré-escola e alfabetização: 73, sendo 46 públicas e 27 particulares;
- Estabelecimentos de ensino fundamental: 106, sendo 76 municipais, 3 do estado e 27 particulares;
- Estabelecimentos de ensino médio: 21, sendo 1 federal, 15 do estado e 5 particulares;[117]

Os colégios Municipal Eurides Sant' Anna e Estadual Alexandre Leal Costa passaram a ter a gestão compartilhada com a polícia militar.

#### Ensino Superior
O município dispõe de várias unidades de ensino superior dentre elas se destacam:
- Universidade Federal do Oeste da Bahia - UFOB
- Universidade do Estado da Bahia - UNEB
- Instituto Federal da Bahia- IFBA Campus Barreiras
- Faculdade São Francisco de Barreiras - FASB
- Instituto de Educação UNYAHNA - IESUB
- Faculdade João Calvino - UNIRB
- Universidade Paulista - UNIP EAD
- Centro Universitário de Maringá - Unicesumar EAD
- Centro Universitário Jorge Amado - Unijorge EAD
- Universidade Norte do Paraná - UNOPAR EAD

### Saúde

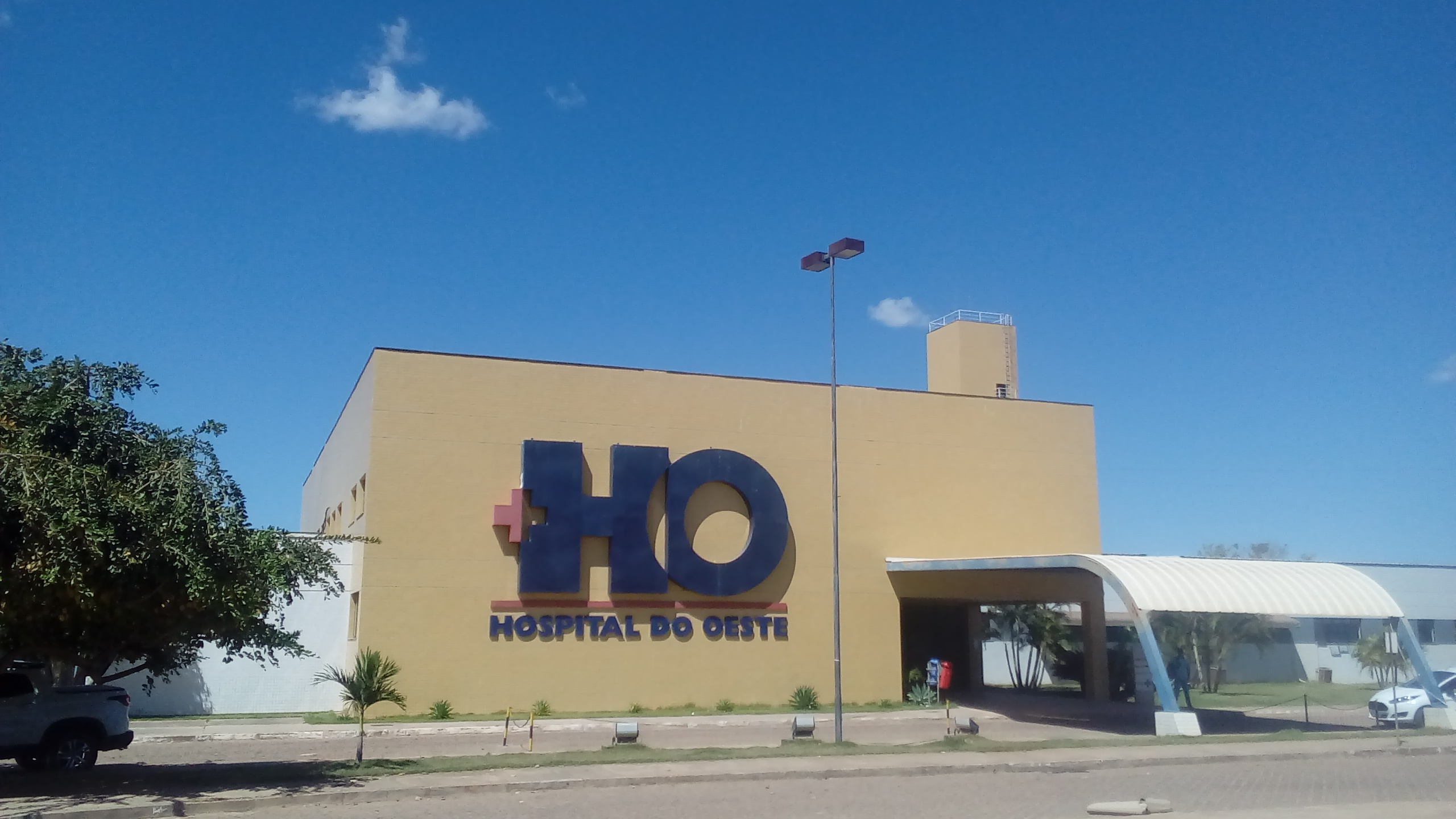
Hospital do Oeste

Barreiras é um importante polo regional da saúde, a cidade conta com dezenas de estabelecimentos públicos e privados nessa área. Estes são os hospitais de maior relevância do município:
- O Hospital do Oeste, ou HO atende a toda região e ainda outros estados fronteiriços. É um importante centro cirúrgico e funciona como polo regional de regulação do SUS.[95]
- O Hospital Regional Eurico Dutra que é um centro médico e cirúrgico que funciona como base para o Hospital do Oeste e que futuramente poderá servir de hospital universitário.
- O Hospital Central que possui serviço de pronto atendimento que funciona 24 horas.[122]
- O Centro de Atendimento a Mulher ou CAM onde há atendimento especializado nas áreas de mastologia e ginecologia.[123]
- O Centro de Atendimento ao Homem ou CEAH onde há  atendimento especializado nas áreas de urologia e ultrassonografia, além de conscientização para o diagnóstico precoce do câncer de próstata.[123]
- O Hospital da Mulher onde funciona a maternidade.
- O Centro de Saúde Leonídia Ayres de Almeida onde funciona o laboratório municipal e o centro de vacinação.
- O Centro Municipal de Saúde da Criança - Emilly Raquel
- O Hemocentro Regional[124]
- A UPA (Unidade de Pronto Atendimento).[125]
- A Policlínica Regional de Saúde sediada em Barreiras que atende aproximadamente 600 mil moradores de 20 municípios com consultas médicas em várias especialidades, exames laboratoriais e pequenas cirurgias, além de outros procedimentos.[126]
- O Centro de Prevenção e Reabilitação de Deficiências do Oeste da Bahia ou CEPROESTE que atende pacientes de 24 municípios da região realizando um trabalho de reabilitação motora, coordenado por uma equipe multidisciplinar.[127]
- As Unidades Básicas de Saúde e Postos de Saúde da Família que prestam atendimentos em clínica médica, pediátrica, odontológica, além de acompanhamento de pré-natal, preventivo, curativos, enfermagem, e visitas domiciliares e marcação de exames e consultas especializadas.[128]
- A Central de Regulação e Marcação de Exames que tem como objetivo orientar o fluxo de atendimento, facilitar as consultas especializadas dentro e fora de Barreiras além dos exames de média e alta complexidades solicitados. Lá são realizados agendamentos de exames, agendamento do Tratamento Fora Domiciliar – TFD, Regulação do SAMU, Agendamento das Cirurgias Eletivas, a Central de Processamento de Dados e a regulação regional do SUS.[129][130]

### Segurança
- Polícia federal: a delegacia da polícia federal atende a 46 municípios da região. Além dos postos da Polícia Rodoviária Federal que abrangem toda a jurisdição de Barreiras.[131]
- Polícia civil: em Barreiras está situada a Coordenação Regional da Polícia Civil.
- Polícia Militar: o governo da Bahia, através do decreto estadual nº 24.018, de 27 de março de 1974, criou o 10º Batalhão de Polícia Militar, com sede no município de Barreiras, cuja missão era desenvolver o policiamento fardado na maior área geográfica do estado, faixa que ia de Carinhanha, no sertão no sudoeste, até Formosa do Rio Preto, no extremo Oeste, da divisa do estado de Minas Gerais ao Piauí, agrupando os maiores municípios em área territorial e mais distante da capital. O Décimo Batalhão foi instalado nesta cidade no dia 5 de fevereiro de 1975. Inicialmente, coube ao Décimo Batalhão de Polícia Militar uma área de 154.344.7 km², correspondente a 31 (trinta e um) municípios. Posteriormente, até meados de 2015, abrangendo 13 (treze) municípios, sendo eles: Barreiras, São Desidério, Catolândia, Luís Eduardo Magalhães, Cristópolis, Baianópolis, Cotegipe, Wanderley, Angical, Mansidão, Riachão das Neves, Santa Rita de Cássia e Formosa do Rio Preto. Seguindo as diretrizes da nova Lei de Organização Básica (LOB) da Polícia Militar da Bahia, publicada Lei nº 13.201. De 9 de dezembro de 2014, o 10º BPM, que até então cumulava as funções de batalhão escola e unidade operacional. Tornou-se, assim, após nomeação dos respectivos CMT de CIPM, recentemente, passou a ser: 10º Batalhão de Ensino, Instrução e Capacitação (10º  BEIC). Um total de aproximadamente 1800 policiais já formados no Décimo Batalhão. A cidade conta com a 83ª e 84ª CIPM que reforçam ainda mais no trabalho ostensivo e no combate ao crime organizado não só em, Barreiras, mas a toda região.[132][133][134]
- Há em Barreiras o Distrito Integrado de Segurança Pública de grande porte, abrigando as polícias Militar, Civil e Técnica, cada uma em um módulo independente de atendimento ao público e um Centro Integrado de Comunicação responsável pela comunicação da população com a polícia.[135][136]
- Corpo de Bombeiros: a cidade de Barreiras conta com uma sede própria do corpo de bombeiros que atende a cidade e seus arredores. Essa sede possui uma área construída de 1.080 m², conta com escritórios, salas educativas, alojamento para mais de 200 bombeiros.[137]
- Exército: o 4º BEC – Em 31 de março de 1972 foi instalado em Barreiras o Posto de Comando do 4º BEC no prédio da Firma Sertaneja. Em 3 de julho deste mesmo ano a assinatura do decreto nº 70.777 pelo Presidente da República Emílio Garrastazu Médici, transferia oficialmente a sede do 4º Batalhão de Engenharia de Construção, de Crateús-CE, para Barreiras. Em 25 de setembro de 1972, o 4º BEC inicia a construção da estrada entre Formosa-GO e Ibotirama-BA, o longo trecho que faltava para a ligação asfáltica Brasília-Salvador. A mão-de-obra foi de os militares e, principalmente, servidores civis que vieram de Crateús-CE para o Oeste Baiano, totalizando cerca de cinco mil pessoas, contando com os seus familiares. Aos poucos toda a estrada do trecho Barreiras/Ibotirama foi sendo concluída, até sua inauguração solene, a 9 de novembro de 1982. Ao longo dos 45 anos de atuação o 4º BEC foi responsável pela abertura de estradas, construção de pontes e obras que contribuíram para a melhoria da infraestrutura do Oeste. No de 2017 com o processo de assoreamento do Rio São Francisco, surgiu a necessidade de revitalizar o ‘’Rio da Integração Nacional’’, cuja bacia hidrográfica é a mais importante do Nordeste. O 4º BEC recebe então a missão de atuar na obra de revitalização do Rio São Francisco.[138]
- Guarda Civil Municipal: criada em 2002 e com um contingente de 150 servidores, a GCM realiza o trabalho de manutenção de ordem pública, com policiamento ostensivo na defesa e guarda do patrimônio público. Sob a coordenação da Secretaria Municipal de Segurança e Trânsito, a Guarda Civil Municipal de Barreiras foi regulamentada pela Lei 192/93 com a finalidade de proteger os bens, serviços, instalações e meio ambiente do município, bem como colaborar nas ações da defesa civil e na prestação de outros serviços à comunidade.[139][140]

### Serviços
- Superintendência Regional do INSS;
- Agência Regional da Receita Federal;
- Sede Regional das Justiças Federal e Trabalhista;
- Representação Regional do Ministério Público Federal;
- Representação do Ministério da Agricultura;
- Representação da Advocacia Geral da União;
- Ministério Público do Trabalho que atende 62 municípios baianos;[141]
- Diversas agencias bancárias de atendimento regional, sendo elas o Banco do Brasil, a Caixa Econômica Federal, o Rabobank, o HSBC, o Banco do Nordeste, o Banco Santander, o BMG, o Banco Triangulo, o Itaú, o Bradesco, e outras;[142]
- Centro de Detenção Regional;
- Conjunto Penal de Barreiras que funciona como presídio regional;[143][144]
- Entrância Especial da Justiça Estadual da Bahia;
- Aeroporto de Barreiras - serve a toda região oeste baiana;
- Rodoviária Luís Eduardo Magalhães - que serve como terminal rodoviário regional por ser a única a ter acesso a três rodovias federais;[145]
- IBAMA - Gerência Regional;
- Câmara Especial do Tribunal de Justiça da Bahia - composta por quatro desembargadores;
- Sede da TV Oeste - rede de televisão afiliada à Rede Globo; e
- diversas gerências e coordenações de órgãos públicos com competência e atribuição regional.

### Abastecimento de Água e Rede de Esgoto

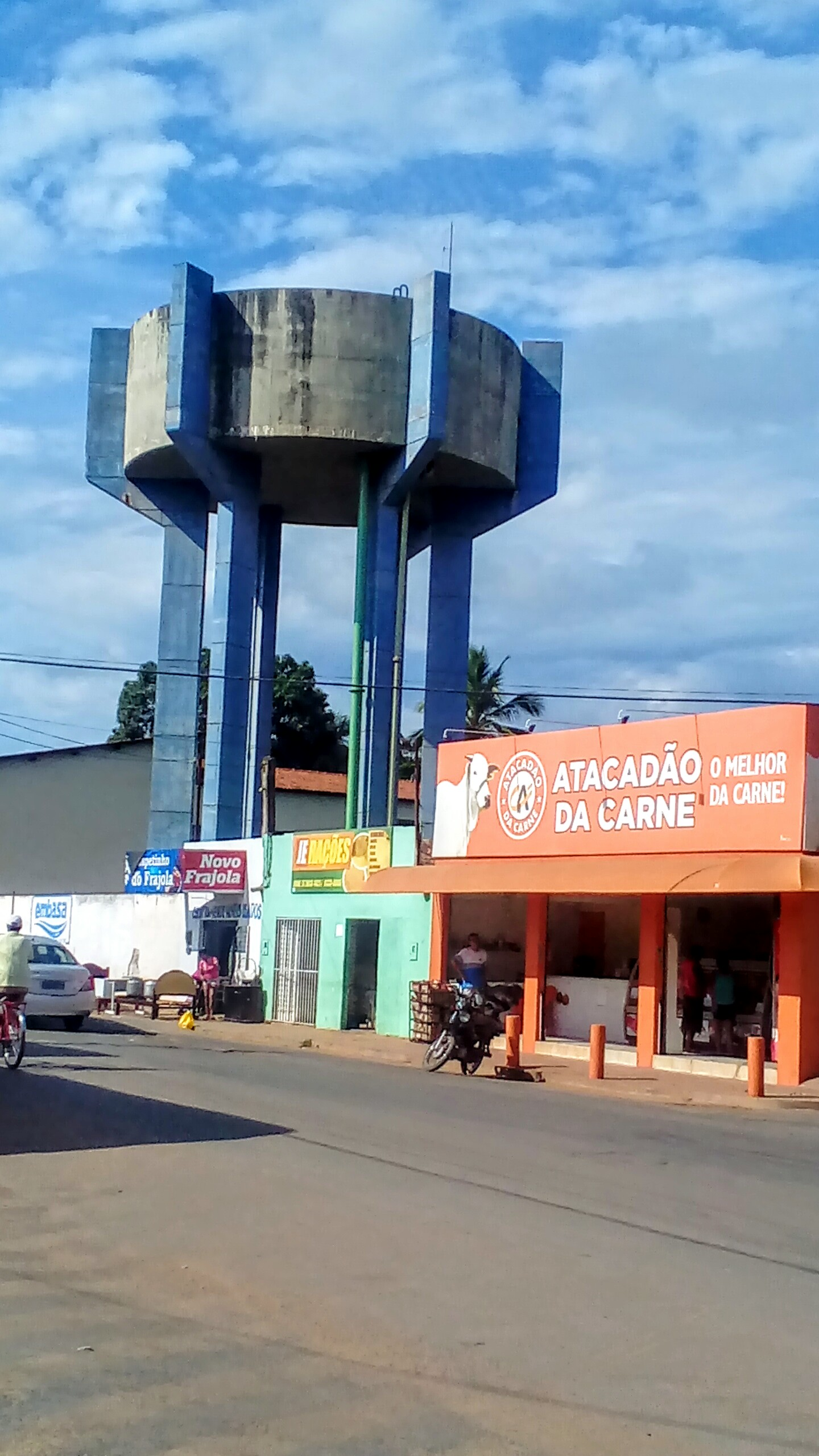
Reservatório que atende a diversos bairros da cidade localizado no bairro São Pedro

Barreiras é um município bem abastecido de água, sendo a EMBASA a responsável pelo sistema de abastecimento registrando 38 414 domicílios particulares cadastrados, além de 3 821 ligações comerciais de acordo o IBGE no ano de 2016. O serviço abrange em torno de 100% da sede urbana, além de 22 localidades rurais. A empresa possui duas estações de tratamento no município.
A rede de esgoto já atende a 80,4% da sede do município com previsão de expansão para 87,4% ao término da instalação em alguns bairros. O serviço abrange mais de 41 mil imóveis e recebe atualmente 205 litros/segundo. Em 2021 recebeu certificação de excelência pela Agência Nacional de Águas e Saneamento Básico dentro do Programa de Despoluição de Bacias Hidrográficas. A meta do projeto de parceria entre a prefeitura e a EMBASA é de que até 2033 mais de 90% da população tenha o serviço garantido..
No entanto ainda nota-se intensa degradação ambiental do Rio Grande que corta a zona urbana da cidade causado pelo despejo de águas residuais. Canais de drenagem projetados para escoar águas fluviais seguem sendo utilizados para despejo de esgoto doméstico por alguns estabelecimentos e casas que se negam a interligar-se ao sistema de coleta da EMBASA, além de lixo e entulho que não são descartados de maneira adequada. Os exemplos mais claros são: o canal que margeia a BR 135 nos bairros Vila Rica, Vila dos Funcionários e Vila Amorim e adentram os bairros Vila dos Soldados, Bela Vista e Parque da Cidade, e o canal que tem sua origem subterrânea no bairro Sandra Regina, mas atravessa a céu aberto o bairro Vila Dulce. Ambos despejam seu conteúdo no Rio Grande e causam profunda poluição no principal afluente da margem esquerda do Rio São Francisco.

### Transporte

#### Urbano
O transporte público conta com a Viação Cidade de Barreiras, que atende a cidade desde a década de 1990, com 22 linhas de ônibus coletivo.

#### Rodoviário

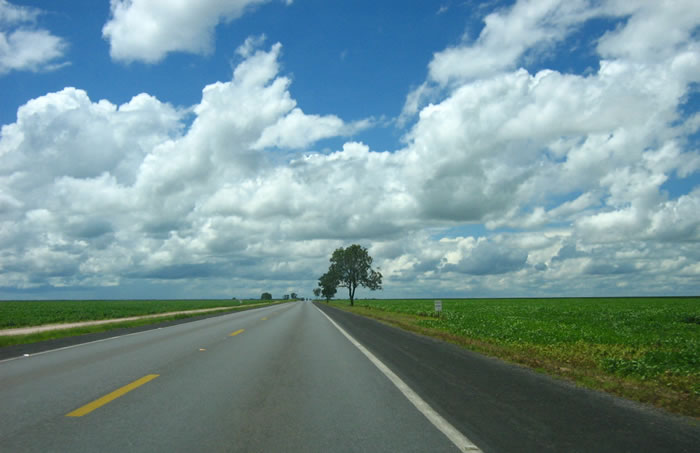
BR 242 Liga Barreiras a Luís Eduardo Magalhães, a Brasília e à Salvador

Em Barreiras, predomina o transporte rodoviário, tanto no escoamento da produção como para a movimentação de passageiros. Sua frota totaliza 94 083 veículos. É quantitativamente expressiva sua malha rodoviária. Conta o município com as rodovias federais BR 242, BR 135 e BR 020 e estaduais BA 447, BA 455 e a BA 459 conhecida popularmente como o 'Anel da Soja'.

#### Aéreo
O município conta com o Aeroporto de Barreiras, com pista de 1 559 x 30 m para utilização de aeronaves de pequeno e médio porte. Servem, o município, as empresas aéreas Passaredo Linhas Aéreas e Azul Linhas Aéreas, com voos regulares diários para Brasília, Belo Horizonte e Salvador. A partir de 2014 se encontra em andamento a licitação pública para reforma e ampliação do Aeroporto Regional de Barreiras para atender todo o polo regional, com início das obras neste mesmo ano. Barreiras tem a base regional do Grupo Aéreo da Polícia Militar (Bavan-Graer), que reforçam a segurança pública em todo o Oeste da Bahia. O equipamento tem capacidade de abrigar duas aeronaves que são utilizadas para o patrulhamento aéreo da região, além de dispor de um alojamento para 30 militares em esquema de plantão. Essa foi a primeira base do interior da Bahia.
Em Barreiras está instalado um dos mais movimentados aeródromos do país, nele existem 24 hangares em utilização, em torno de cinquenta aeronaves que se utilizam de sua estrutura, havendo uma média de trinta decolagens por dia. Na sua área ainda funcionam empresas do setor, entre elas, uma de montagens de aviões e outra de manutenção de aviões agrícolas que chegam de Guanambi, Bom Jesus da Lapa, sul do Piauí, além da região oeste. Estima-se, atualmente a existência de 250 aeronaves agrícolas em atividades na região e sua maioria se utilizam desses serviços.

#### Ferroviário

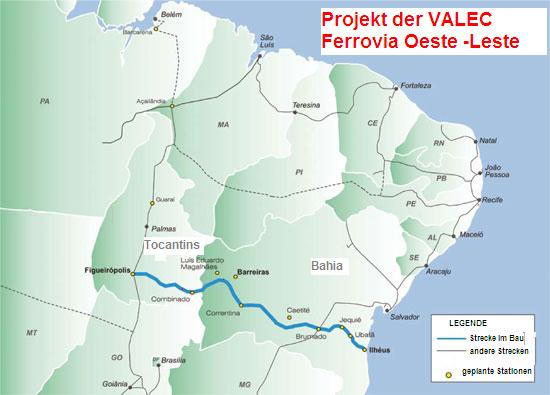
Ferrovia Oeste-Leste

Encontra-se em fase de construção a ferrovia EF-334, conhecida como Ferrovia de Integração Oeste-Leste que interligará a Ferrovia Norte-Sul, em Figueirópolis-TO ao Porto Sul no município de Ilhéus-BA passando pelas regiões de mineração como Caetité e produtoras de grãos como Barreiras Luís Eduardo Magalhães e São Desidério. O prazo final para a construção do trecho 1 foi em 2018 (podendo ser concedido a iniciativa privada) e do trecho 2 em 2019.

### Telecomunicações e Mídia

#### Televisão

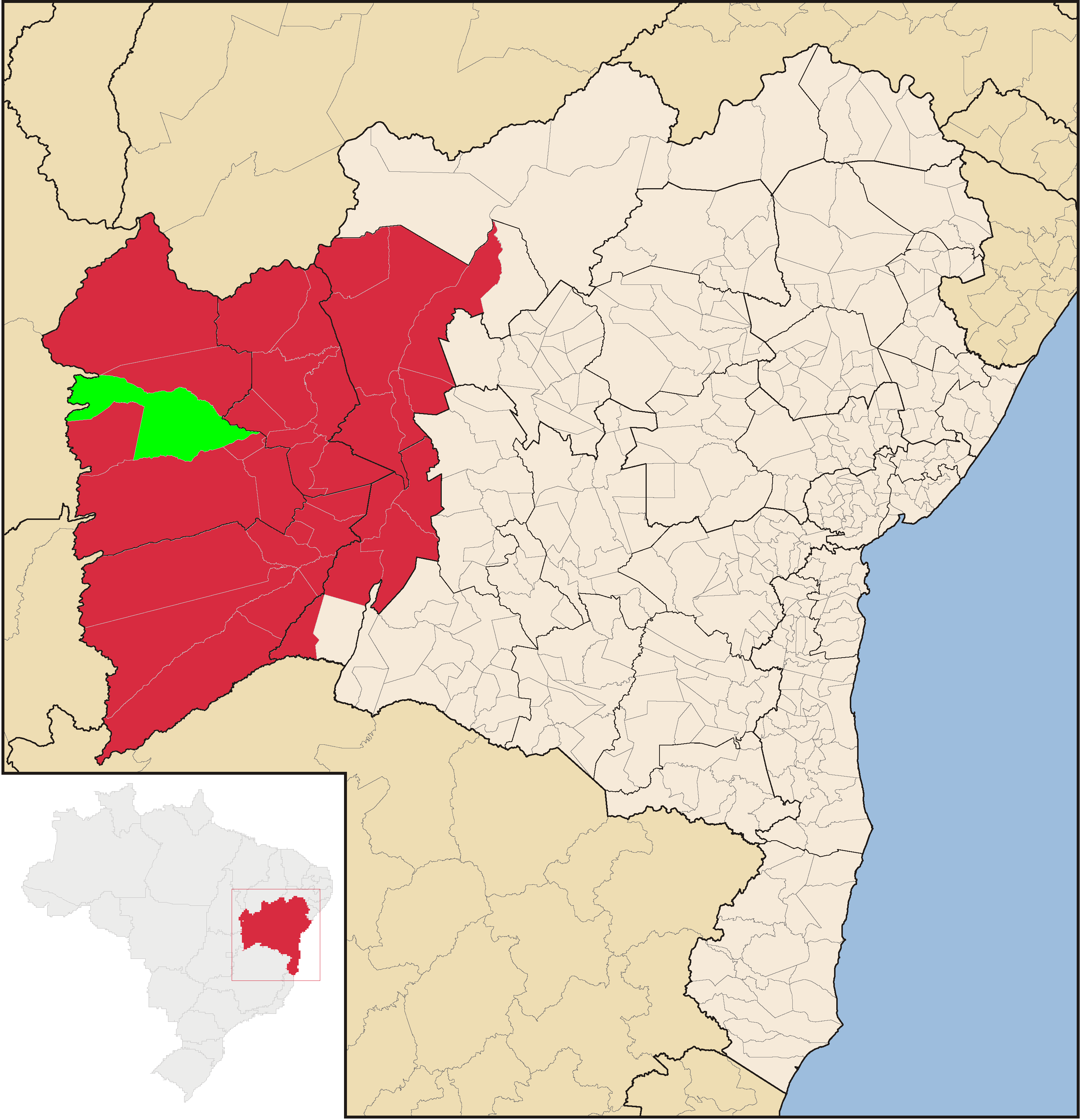
Área de cobertura da TV Oeste

Barreiras conta com um canal local de televisão, a TV Oeste, que é afiliada da Rede Globo de Televisão, e que transmite a programação nacional mesclada a telejornais com notícias locais e do estado da Bahia para toda a região, também em sinal digital.
A cidade conta com os seguintes canais operando em sinal analógico e digital:
| Canal nº | Canal Virtual         | Nome                           |
| -------- | --------------------- | ------------------------------ |
| 03       | —                     | TVE Bahia                      |
| 05       | —                     | TV Oeste (Globo)               |
| 07       | —                     | Band Bahia (Band)              |
| 11       | —                     | RecordTV Itapoan               |
| 13       | —                     | TV Aratu (SBT)                 |
| 14       | —                     | Rede Vida                      |
| 17       | —                     | TV Novo Tempo                  |
| 15       | 14.1                  | Rede Vida HD                   |
| 21       | 11.1                  | RecordTV Itapoan HD            |
| 23       | 10.1                  | TVE Bahia HD                   |
| 25       | 13.1 (Em implantação) | TV Aratu HD                    |
| 29       | 5.1                   | TV Oeste HD (Globo)            |
| 33       | 33.1                  | Rede de Comunicação Interativa |
| 35       | 7.1                   | Band Bahia HD                  |
| 40       | 4.1                   | TV Câmara Barreiras            |
| 40       | 4.2                   | TV Câmara                      |
| 40       | 4.3                   | TV Senado                      |
| 40       | 4.4                   | Canal Assembleia Bahia         |

#### Rádio
O município dispõe de cinco emissoras FM, uma sucursal de um jornal estadual e diversas publicações locais.

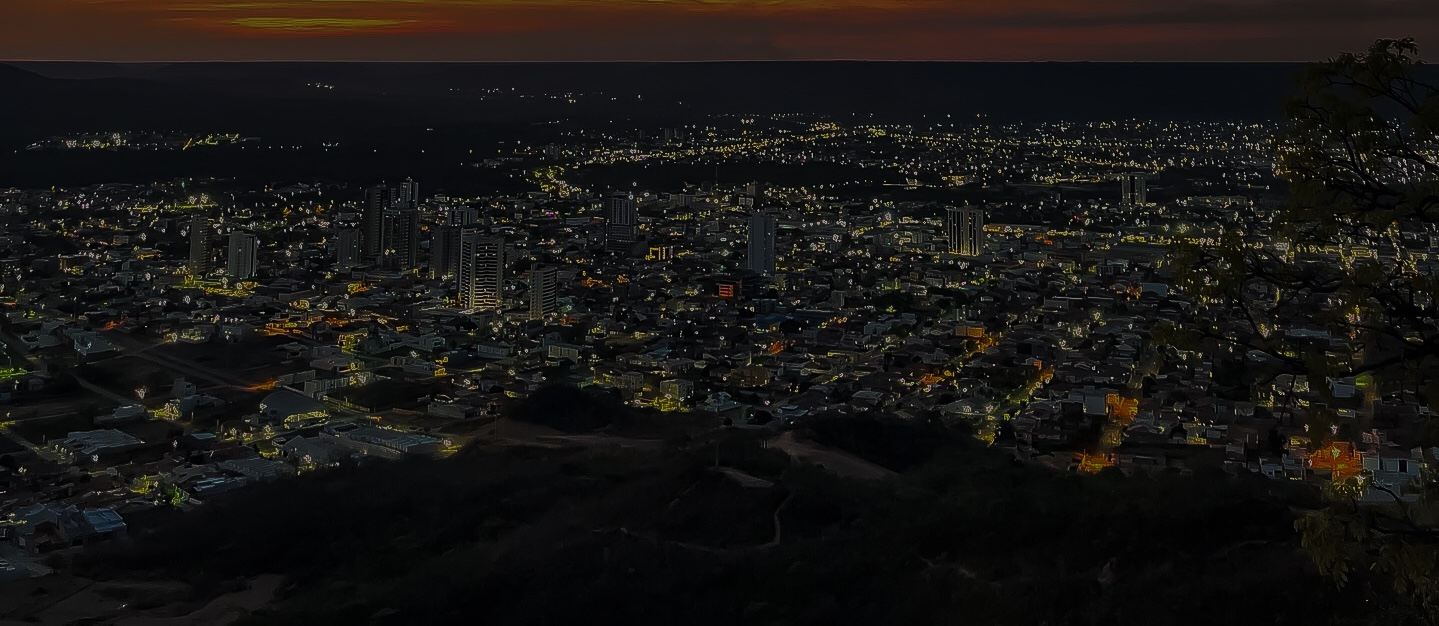
Vista panorâmica noturna de Barreiras (BA) vistas do Parque Santo Cristo

| Canal/Frequência | Serviço | Nome                   |
| ---------------- | ------- | ---------------------- |
| 90.5 MHz         | FM      | Rádio Vale             |
| 89.5 MHz         | FM      | Jovem Pan FM Barreiras |
| 98.5 MHz         | FM      | Rádio Oeste FM         |
| 97.7 MHz         | FM      | Band FM Barreiras      |
| 104.9 MHz        | FM      | Rádio Nova             |

## Turismo

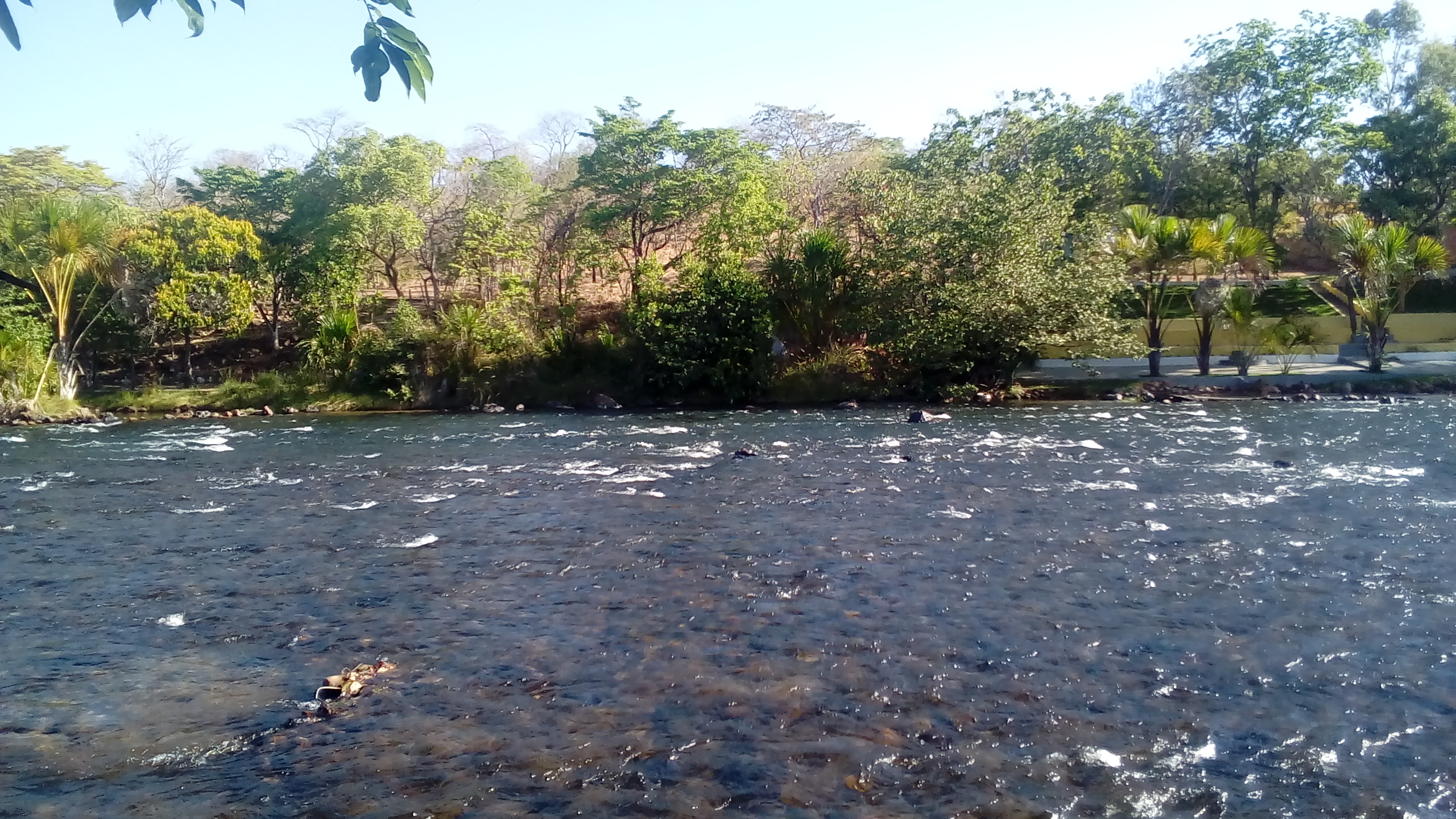
Rio de Ondas

Barreiras é hoje uma cidade de porte médio com um centro comercial e de serviços em pleno desenvolvimento. Começa a despontar no cenário nacional como porta de entrada do mais novo polo de ecoturismo da Bahia, Caminhos do Oeste.

### Lazer

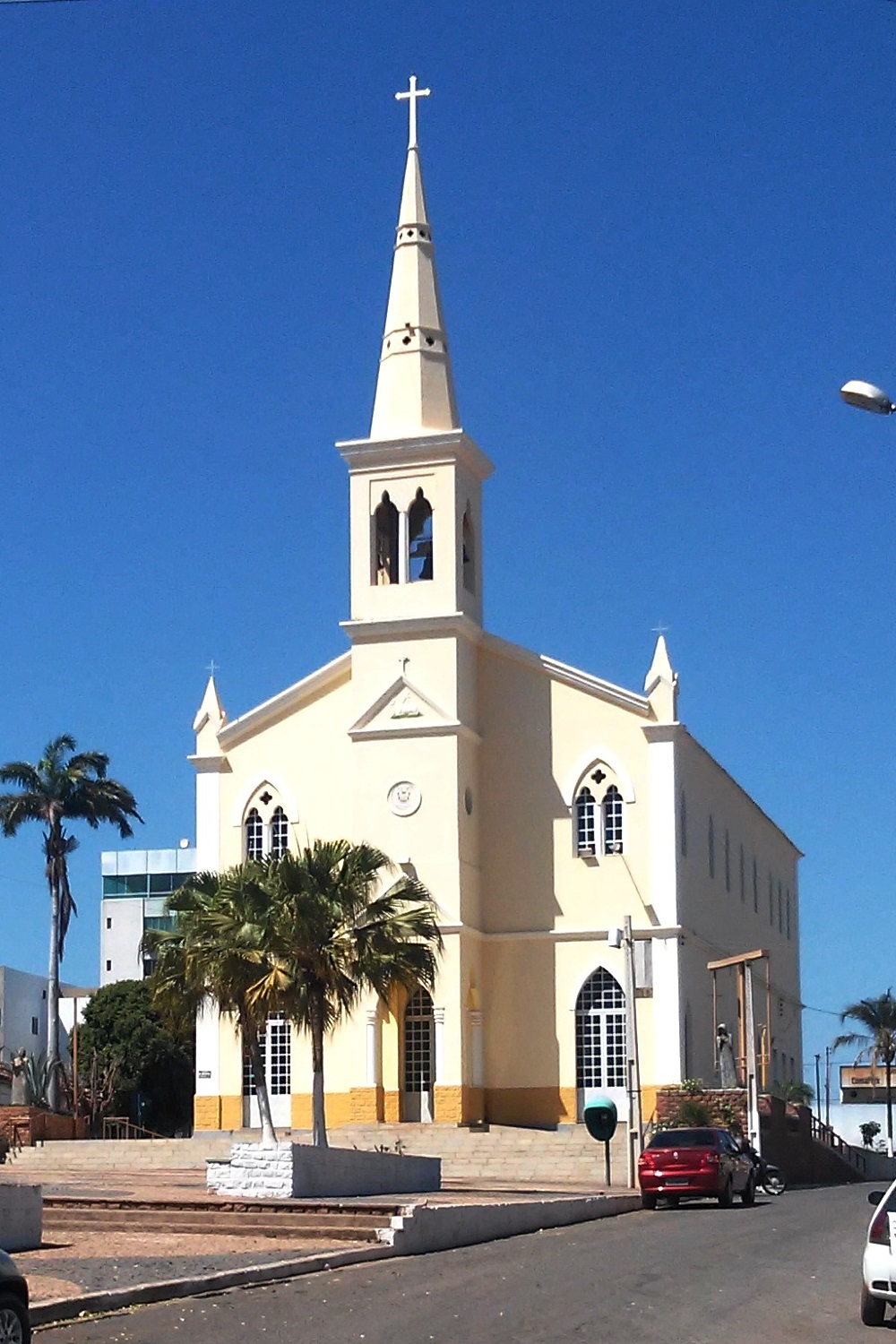
Catedral São João Batista, sé episcopal da Diocese de Barreiras

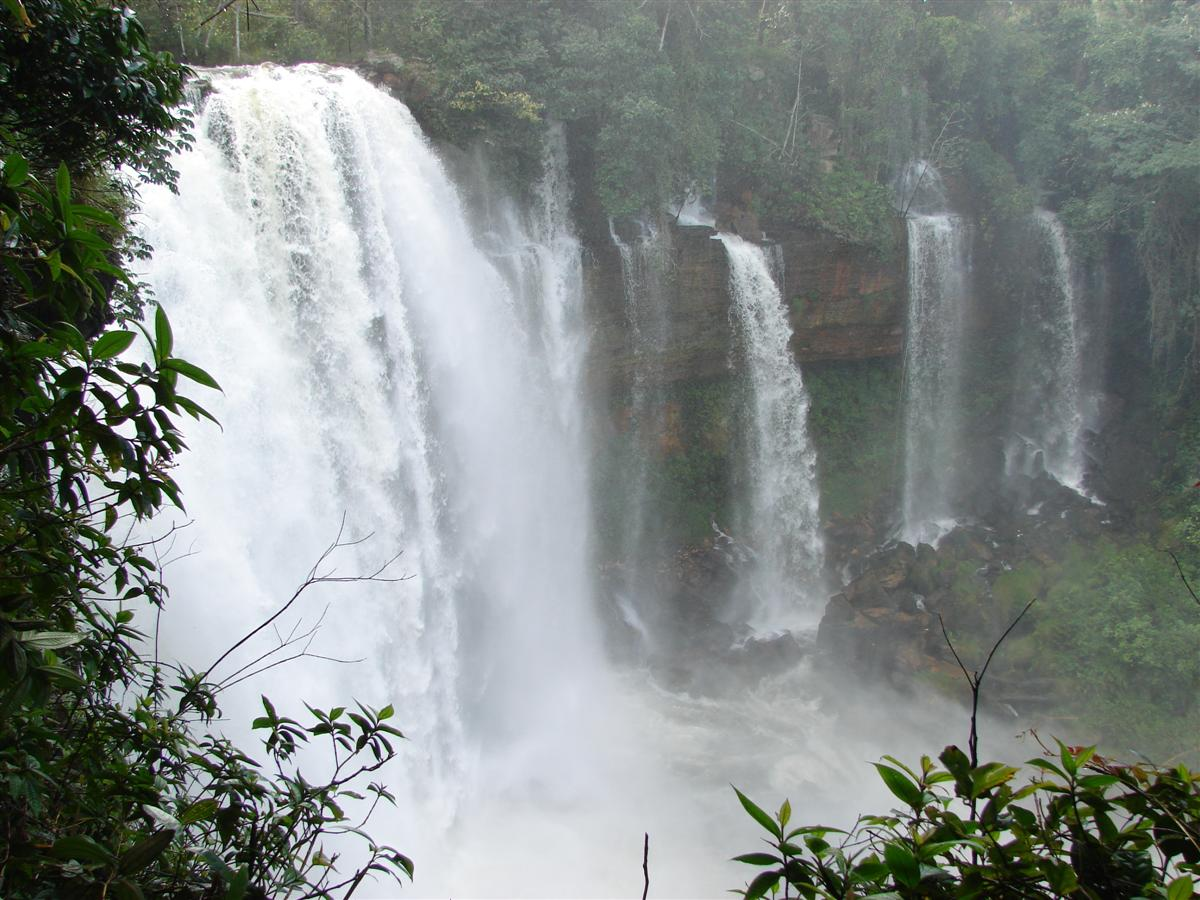
Cachoeira do Acaba Vida
Alimentada pelo Rio de Janeiro, a Cachoeira do Acaba Vida inunda um vale verde de veredas preservadas e matas exuberantes altamente preservadas. São 36 metros de queda livre e um visual deslumbrante, emoldurado pela mata. A nascente forma uma piscina natural de rara beleza. A cachoeira fica a 58 km da cidade, pela BR-020. Também é  possível praticar rapel.

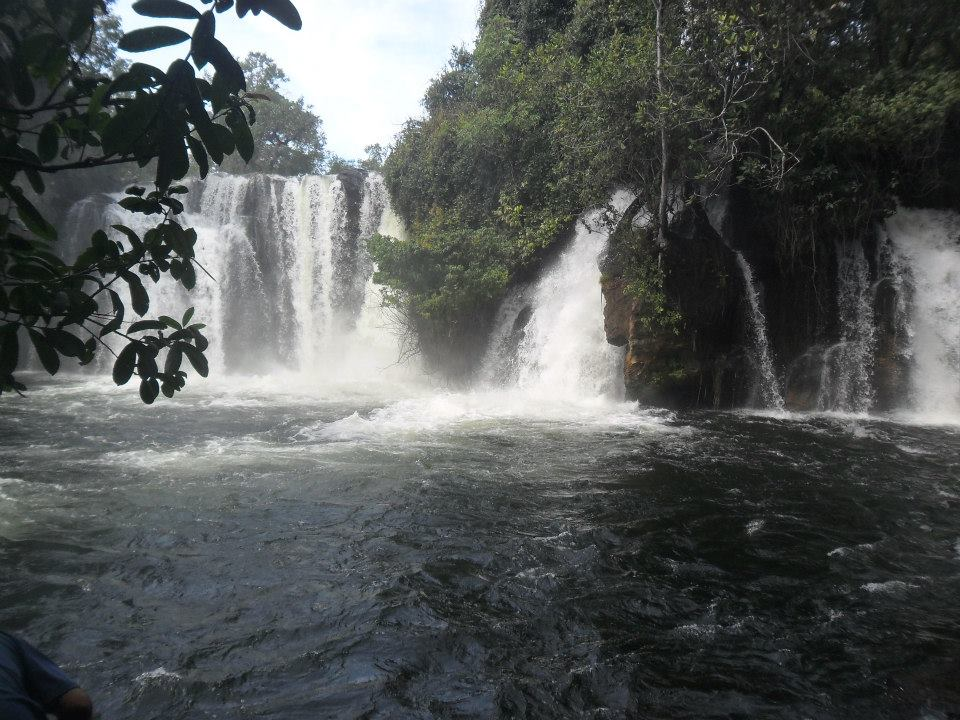
Cachoeira do Redondo
Cerca de 20 km adiante do Acaba Vida, em estrada de terra na beira do Rio de Janeiro que percorre formações de serras e poucas modificações humanas na vegetação está a Cachoeira do Redondo, uma queda d’água arredondada que forma uma grande piscina transparente com três metros de profundidade.
Rio de Ondas

Saindo da zona urbana de Barreiras, partindo pela BR-020 no sentido Brasília, são 7 km até chegar no Rio de Ondas. Margeado por cajueiros, pequis e palmeiras de buritis - além de balneários e hotéis - a diversão é garantida com o bóia-cross e os passeios de bote. A imagem encanta, lembra uma pequena praia. Astraedeiras provocam ondas que tornam a paisagem mais exuberante. São 144 km de rio. Um cartão postal, um representante oficial da cidade de Barreiras. Na localidade, o turista conta com toda a infraestrutura, como restaurantes, bares e pousadas.

## Cultura

### Festas

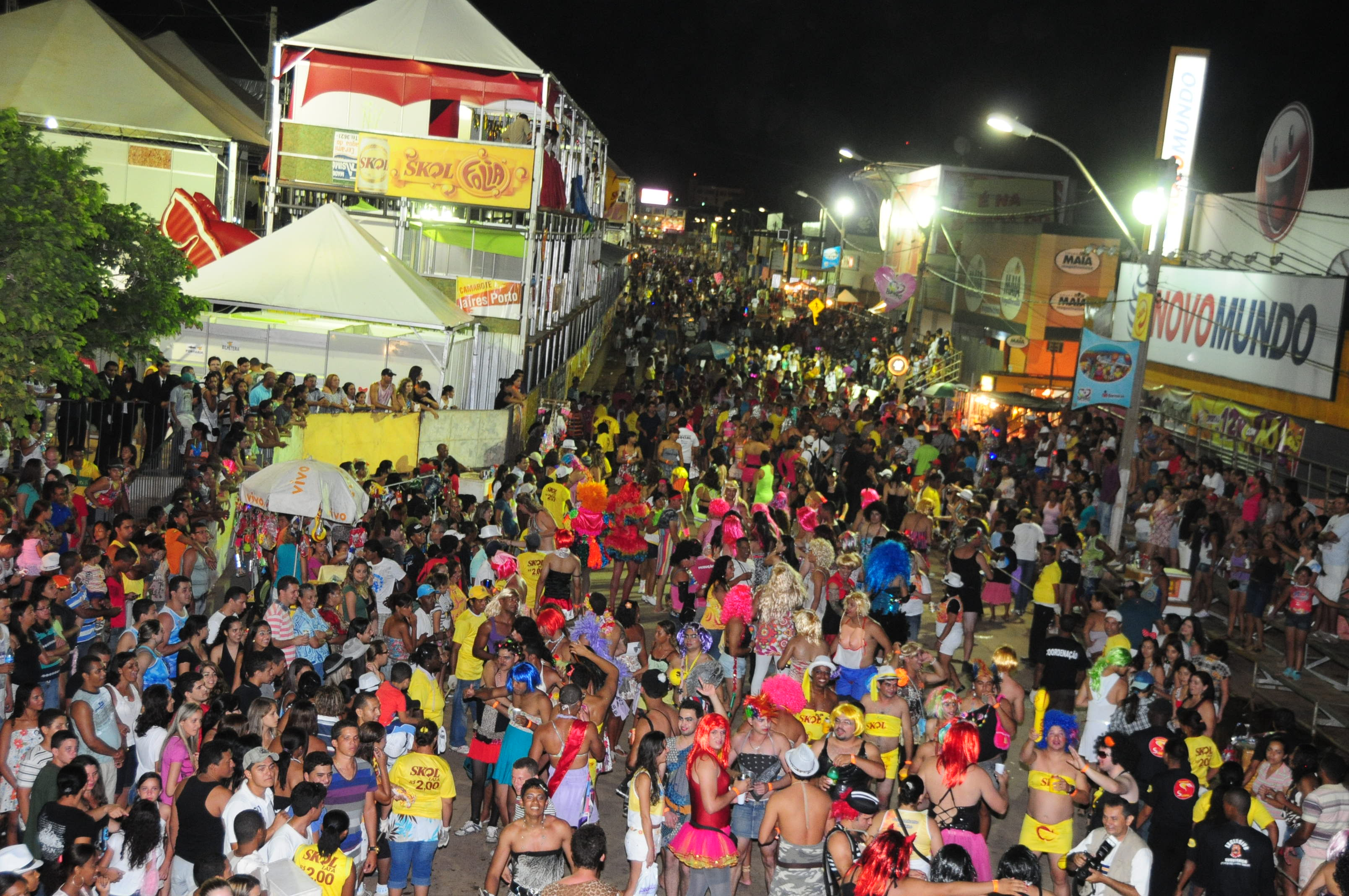
O carnaval de Barreiras é conhecido como maior do interior da Bahia

#### Lavagem do Kimarrei
A Lavagem do Kimarrei acontece todos os anos desde 1997 sempre no dia 1 de janeiro onde mais de cinco mil foliões participam da tradicional Lavagem do Cais. A festa, que é uma prévia do carnaval da cidade, atrai barreirenses e muitos visitantes. A concentração acontece no entorno do Cais do Rio Grande, nas praças Duque de Caxias, Presidente Vargas e Landulfo Alves, onde os camarotes são instalados.
A lavagem, que antes acontecia na esquina dos Correios, originalmente se chamava Lavagem do Mariana (em alusão a um bar badalado que existia nas proximidades). Com o crescimento da festa, então as comemorações foram transferidas para a área externa, com carros pipa, um palco maior e mais atrações. Desde 1997, a organização é do Bloco Kimarrei e acontece nas imediações do cais.

#### Carnaval
O Carnaval de Barreiras é considerado o maior do interior da Bahia e atrai mais de 300 mil foliões todos os anos. O carnaval cultural acontece na praça Landulfo Alves no cais da cidade e recebe um público em torno de 40 mil pessoas. O carnaval dos trios elétricos ocorre nas Avenidas Clériston Andrade e Antonio Carlos Magalhães e garante atrações regionais e grandes nomes da música nacional

#### Romaria do Cantinho do Senhor dos Aflitos
Com 300 anos de tradição, a romaria do Senhor dos Aflitos no povoado do Cantinho, na zona rural de Barreiras, tem seu ponto alto no dia 2 de julho. A festa prossegue com a missa do romeiro às 7h, e, encerra com missa solene, às 17h. Para percorrer os 18 km, a maior parte em estrada de chão, os peregrinos saem por volta da meia-noite da porta da Catedral São João Batista.

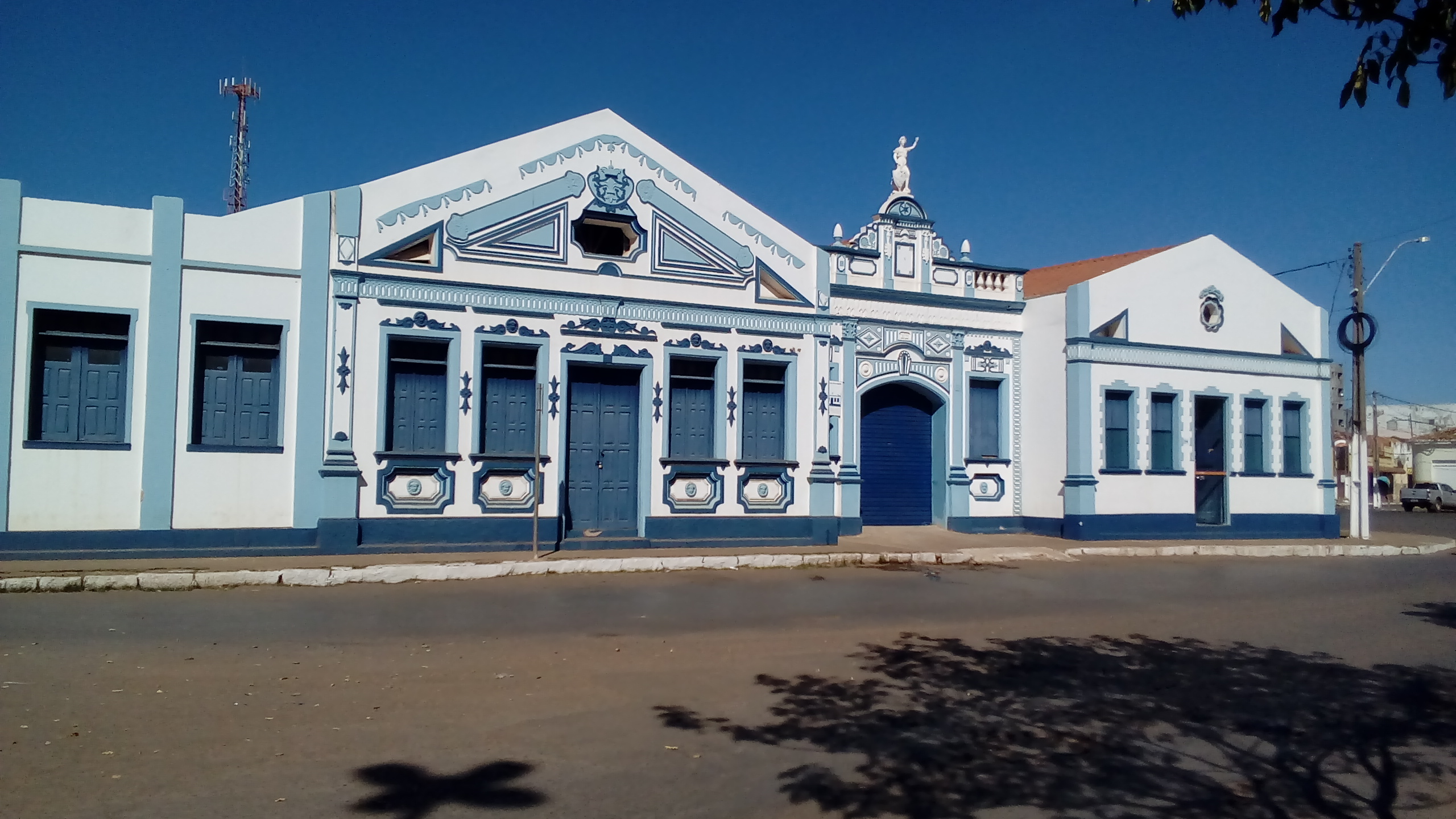
Casarão no centro histórico de Barreiras

Desde o ano de 2016 a igreja da localidade é considerada pela diocese de Barreiras como O Santuário do Senhor dos Aflitos. O povoado foi recuperado e urbanizado na gestão do prefeito Zito Barbosa e foi inaugurada uma praça, aumentando assim a infraestrutura do local estimulando ainda mais o turísmo, atraindo para o povoado um número em torno de 20 mil fiéis todos os anos.
A imagem do Senhor dos Aflitos, esculpida em madeira, foi trazida de Portugal pelos irmãos Francisco e José Ayres da Fonseca. Em 1710, a imagem chegou em Barra. Dez anos depois, a família Ayres da Fonseca construiu a primeira capela no povoado do Cantinho e teve início a peregrinação ao local. Em 1946 foi erguida a atual capelinha.

#### São João
A comemoração dos festejos juninos é em família. Os moradores fazem na frente das casas as tradicionais fogueiras e comidas típicas como a canjica, o mingau do milho, a pamonha, a pipoca o amendoim torrado, a tapioca, os caldos de mandioca e bebidas como o quentão. O barreirense comemora estourando foguetes e morteiros ao som de músicas dessa época do ano como o forró, o baião, e o xaxado. Também há as tradicionais quermesses que comemoram o início das novenas preparatórias para saudar o padroeiro de Barreiras, São João Batista, essas são significativamente visitadas por causa das missas e programações religiosas nas comunidades urbanas e rurais do município. Por conta dos recessos escolares e dos feriados sucessivos a população da cidade aumenta significativamente nesse período.
A praça da igreja matriz fica enfeitada com bandeirolas coloridas para recepcionar os numerosos fieis que veem fazer suas preces e comemorar o dia do padroeiro da cidade, o qual já fez parte do seu nome que antigamente se chamava São João das Barreiras.
No parque de exposições da cidade acontece o Arraiá do Parque, onde se apresentam as quadrilhas representando cada comunidade de Barreiras como de outras cidades circunvizinhas. É considerada a maior festa de São João do Oeste da Bahia tendo um público de 25 a 100 mil visitantes.

#### Expo Agro Barreiras
Acontece todos os anos no Parque Engenheiro Geraldo Rocha a Expoagro Barreiras, onde há leilões, algumas palestras e negociações, como também exposição de novas tecnologias no setor agroindustrial, e animais de raças comercias. Além de shows de atrações locais de relevância nacional que atraem um público que supera os 40 mil visitantes.

#### Dia do Evangélico
Desde 2001 a cidade comemora o dia do evangélico em 2 de agosto. Onde é feita a entrega simbólica de Bíblias, orações e atrações de artistas do meio gospel nacionalmente conhecido.

#### Desfiles de 7 de setembro
Durante toda a manhã passam pelas avenidas do centro de Barreiras, em comemoração e memória ao 7 de setembro o Dia da Independência do Brasil, escolas estaduais e municipais, a Guarda Municipal, a Polícia Militar, o Corpo de Bombeiros e o 4º BEC. As fanfarras das escolas são uma atração a parte, como de costume, veem com repertórios e evoluções que encantaram o público presente. A cerimônia sempre encerrada com um belíssimo desfile militar.

## Barreirenses ilustres

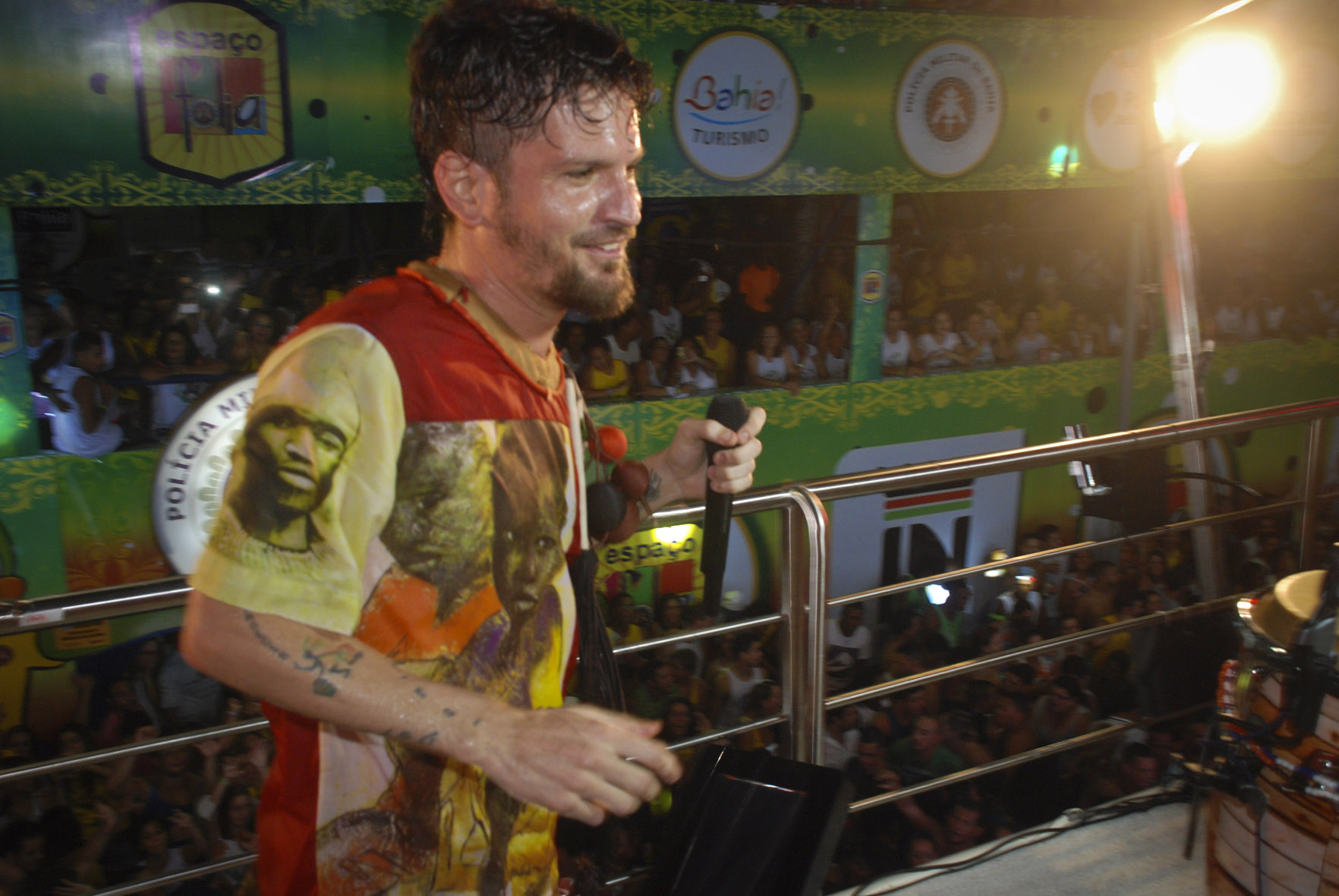
O cantor e compositor Saulo Fernandes é um dos filhos ilustres da cidade de Barreiras